# Liselotte von der Pfalz

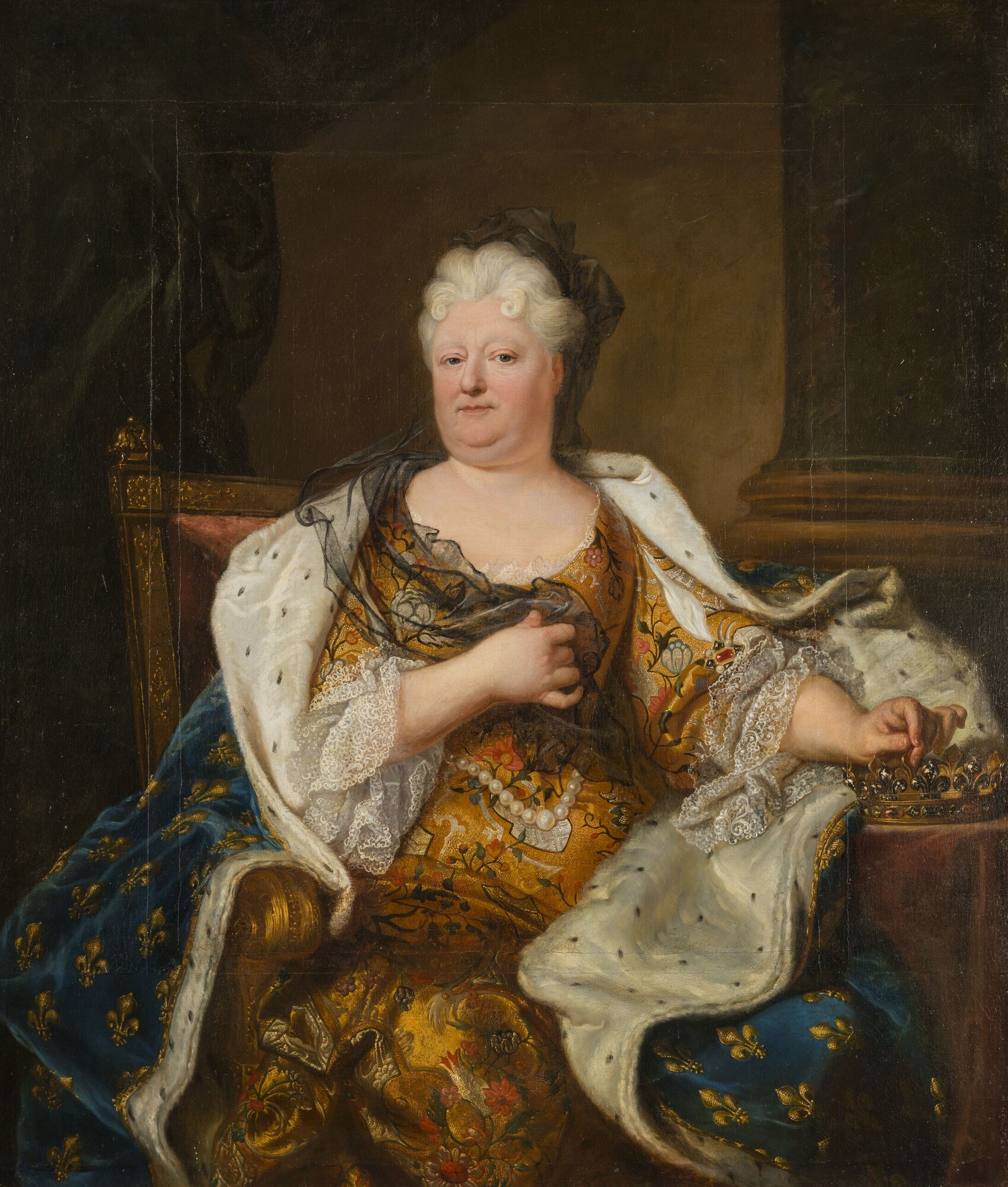
Liselotte von der Pfalz
Gemälde von Hyacinthe Rigaud, ca. 1713 (Schloss Versailles). Der schwarze Schleier ist ein Witwenschleier, der hermelingefütterte Mantel mit goldenen Lilien auf blauem Grund zeichnet sie als Mitglied des französischen Königshauses aus. Liselotte selbst war von der Ähnlichkeit dieses Porträts so hingerissen, dass sie verschiedene Kopien anfertigen ließ, die sie an Verwandte schickte: „[…] man hat sein leben nichts gleicheres gesehen, als Rigaud mich gemalt hat“.
Liselottes Unterschrift:

Elisabeth Charlotte, Prinzessin von der Pfalz, heute umgangssprachlich Liselotte von der Pfalz genannt, (* 27. Mai 1652 in Heidelberg; † 8. Dezember 1722 in Saint-Cloud bei Paris) war die älteste Tochter von Kurfürst Karl I. Ludwig und Charlotte von Hessen-Kassel. Durch ihre Ehe mit Philippe I. de Bourbon, duc d’Orléans wurde sie Titular-Herzogin von Orléans und Schwägerin des französischen Königs Ludwig XIV. Literarische und historische Bedeutung erlangte sie vor allem durch ihren Briefwechsel, der durch seine teils sehr unverblümten Schilderungen des französischen Hoflebens von kulturgeschichtlichem Wert ist und zu den bekanntesten deutschsprachigen Textwerken der Barockzeit zählt. Gemäß der zeitgenössischen Namenskonvention wird sie in den historischen Quellen abweichend von ihrem erst in jüngerer Zeit gebräuchlichen Spitznamen sowie ihrem eigentlichen Vornamen als Madame d’Orléans bzw. Madame sichtbar.
Elisabeth Charlotte entstammte der calvinistischen Linie Pfalz-Simmern des Hauses Wittelsbach und war eine Enkelin des Pfälzer Kurfürsten Friedrich V., der als sogenannter „Winterkönig“ von Böhmen zum Auslöser des Dreißigjährigen Krieges geworden war, und dessen Gemahlin Elisabeth Stuart. Ihr Vater Karl I. Ludwig hatte erst kurz vor Liselottes Geburt die Kurpfalz durch den Westfälischen Frieden zurückerlangt, nachdem die Familie Jahrzehnte im holländischen Exil gelebt hatte. Seine Schwester Sophie von Hannover (Sophie von der Pfalz) nahm Liselotte 1659 für vier Jahre als Ziehkind auf, nachdem deren Eltern sich getrennt hatten; sie blieb lebenslang ihre wichtigste Bezugsperson.
1671 wurde sie mit dem einzigen Bruder des „Sonnenkönigs“, Herzog Philippe I. von Orléans, verheiratet; die Ehe wurde nach etwa einem Jahrzehnt verhältnismäßiger Zufriedenheit sehr unglücklich. 1688 nahm der König ihre vermeintlichen Erbansprüche zum Anlass für den Pfälzischen Erbfolgekrieg, in dem zu Liselottes Verzweiflung die Kurpfalz mehrfach verwüstet wurde. Schließlich litt ihr zuvor gutes Verhältnis zum König unter ihrer Feindschaft zu dessen Mätresse Madame de Maintenon, welche Ludwig XIV. zur Verfolgung der Hugenotten überredet haben soll. Diese dreifache Misere beherrscht zusammen mit Liselottes Unangepasstheit in der französischen höfischen Gesellschaft ihren Briefwechsel. Nach dem Tod des Königs 1715 wurde ihr Sohn Philippe II. von Orléans zum Regenten von Frankreich bis 1723, und ihre Situation besserte sich, jedoch traten nun Gesundheitsprobleme in den Vordergrund.
Durch ihre beiden überlebenden Kinder wurde sie nicht nur zur Stammmutter des Hauses Orléans, das mit Louis Philippe, dem sogenannten „Bürgerkönig“, von 1830 bis 1848 auf den französischen Thron gelangte, sondern zur Ahnfrau zahlreicher europäischer Königshäuser, sodass man sie auch den „Bauch Europas“ nannte. Über ihre Tochter Élisabeth Charlotte d’Orléans war sie die Großmutter des römisch-deutschen Kaisers Franz I. Stephan, des Gemahls der Maria Theresia, und Urgroßmutter der Kaiser Joseph II. und Leopold II. sowie der französischen Königin Marie-Antoinette.

## Leben

### Deutschland

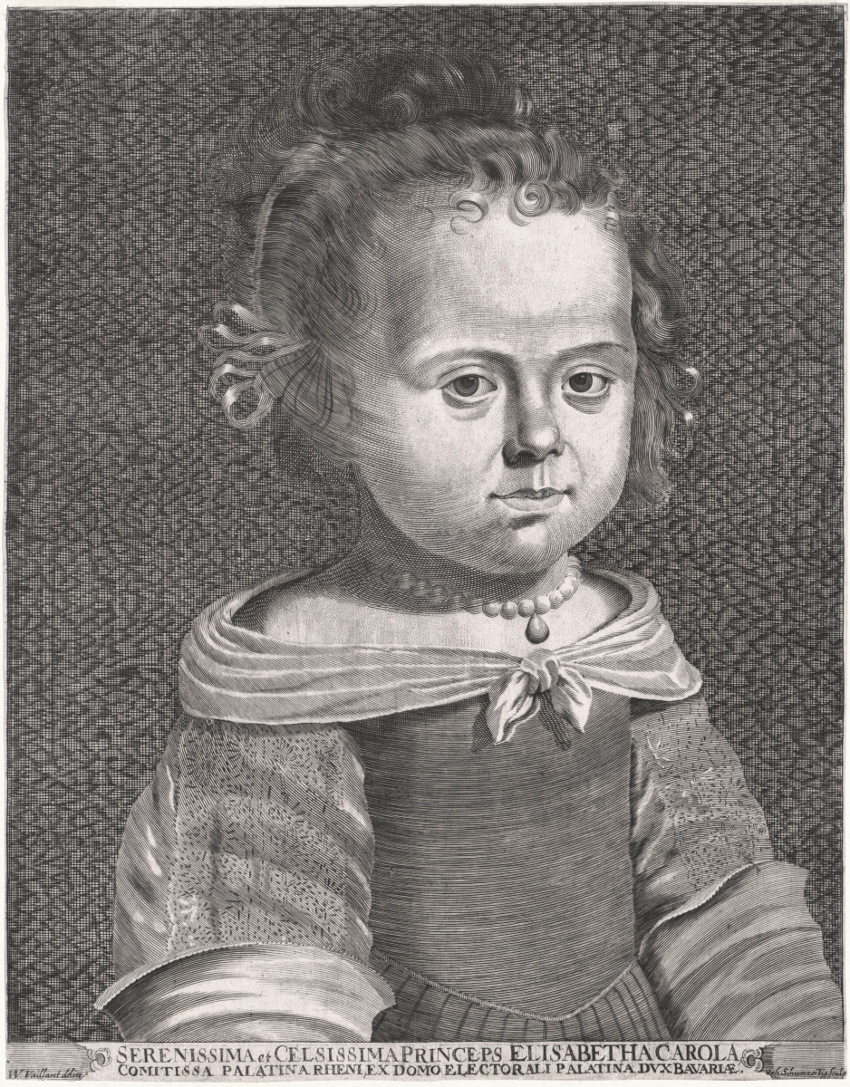
Liselotte von der Pfalz als Kind von etwa 4 oder 5 Jahren, Kupferstich von Johann Schweizer nach Waelrant Vaillant (Nationalbibliothek, Wien)

Elisabeth Charlotte wurde am 27. Mai 1652 in Heidelberg geboren. Ihre Eltern waren Kurfürst Karl I. Ludwig von der Pfalz (der Sohn des „Winterkönigs“) und Charlotte von Hessen-Kassel. Benannt wurde sie nach ihrer Großmutter Elisabeth Stuart und ihrer Mutter Charlotte, wurde aber zeitlebens nur „Liselotte“ genannt. Liselotte war bei ihrer Geburt ein schmächtiges Kind, weshalb sie die Nottaufe erhielt. Sie wuchs zunächst im reformiert-protestantischen Glauben auf, der in der Pfalz damals am weitesten verbreiteten Konfession.
Das Leben am Hof unter Karl I. Ludwig ist in Ausschnitten durch die zahlreichen Briefe bekannt, die Liselotte später in ihrem Leben schrieb und in denen sie gelegentlich auch Kindheitserinnerungen thematisierte. Diesen Zeugnissen zufolge spielten sich ihre jungen Jahre in einem eher bürgerlichen Rahmen ab. Ihr Vater liebte es, mit seinen Kindern in der Stadt Heidelberg und auf den Hängen des Odenwalds spazieren zu gehen. Liselotte, die sich selber später als „dolle Hummel“ charakterisierte, ritt im Galopp über die Hügel um Heidelberg und genoss ihre Freiheit. Sie tollte gerne herum und kletterte auf Bäume, um Kirschen zu naschen; sie behauptete manchmal, sie wäre lieber ein Junge gewesen, und bezeichnete sich in ihren Briefen öfter als „rauschenplattenknechtgen“.
Die Ehe der Eltern war spätestens 1653 zerrüttet und häusliche Szenen waren an der Tagesordnung. 1658 trennte sich Kurfürst Karl Ludwig von seiner Ehefrau Charlotte, um deren ehemalige Hofdame Freiin Marie Luise von Degenfeld zur linken Hand zu ehelichen, die damit Liselottes Stiefmutter wurde. Liselotte empfand sie wohl als Eindringling und lehnte sie ab, liebte aber zumindest einige ihrer Halbgeschwister, die dreizehn Raugräfinnen und Raugrafen. Mit zweien ihrer Halbschwestern, Luise (1661–1733) und Amalie Elisabeth, genannt Amelise (1663–1709), hielt sie zeitlebens regen Briefkontakt. Der jung verstorbene Raugraf Karl Ludwig (1658–1688), genannt Karllutz, war ein besonderer Liebling von ihr, sie nannte ihn wegen seiner Haarfarbe auch „Schwarzkopfel“ und war außer sich vor Freude, als er sie später (1673) in Paris besuchte; sein früher Tod betrübte sie sehr.

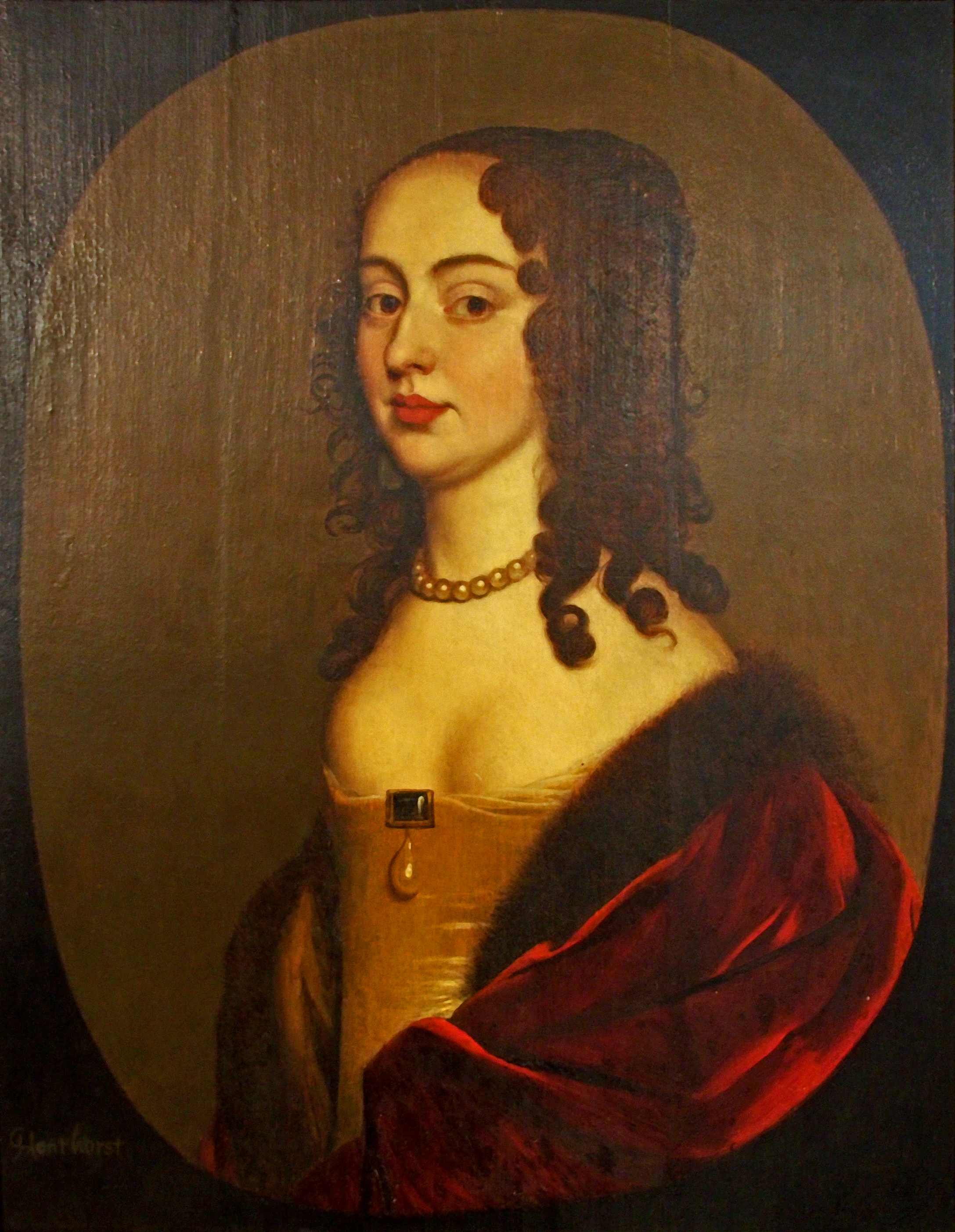
Sophie von der Pfalz, spätere Kurfürstin von Hannover

Die wichtigste Bezugsperson in ihrem Leben war von Anfang an ihre Tante Sophie von der Pfalz, die jüngste Schwester ihres Vaters, die bis zu ihrer Heirat im Jahr 1658 ebenfalls im Heidelberger Schloss bei Karl Ludwig wohnte. Nachdem Sophie als Ehefrau des Herzogs Ernst August, des späteren ersten Kurfürsten von Hannover, Heidelberg verlassen hatte, und um der Mutter die Tochter zu entziehen, schickte der Kurfürst Liselotte im Alter von sieben Jahren an den Hof von Hannover, wo sie nach eigenem Bekunden die glücklichsten vier Jahre ihres Lebens verbrachte. Sophie wurde so endgültig zu einer Art „Ersatzmutter“ für Liselotte und blieb zeit ihres Lebens ihre wichtigste Vertraute und Briefpartnerin. Während dieser Zeit unternahmen sie auch insgesamt drei Reisen nach Den Haag, wo Liselotte ein geschliffeneres Verhalten lernen sollte und ihre Großmutter Elisabeth Stuart kennenlernte, die ehemalige „Winterkönigin“ von Böhmen, die dort immer noch im Exil lebte. Diese war „ganz vernarrt“ in ihre Enkelin, obwohl sie Kinder im Allgemeinen nicht besonders liebte, und fand, dass Liselotte ihrer Familie, den Stuarts, ähnele: „Schi is not leike the hous off Hesse, … schi is leike ours.“ Zu ihren Verwandten in Den Haag gehörte auch der nur wenig ältere Wilhelm von Oranien-Nassau, der ihr Spielkamerad war und später König von England werden sollte. Sie erinnerte sich später auch an die Geburt von Sophies Sohn Georg Ludwig, der ebenfalls König von England wurde. Bereits 1661 konnte Liselotte so gut Französisch, dass sie als Gouvernante eine Französin namens Madame Trelon bekam, die kein Deutsch verstand. Als Ernst August im September 1662 das Amt des Fürstbischofs von Osnabrück antrat, zog Liselotte mit ihren Zieheltern auf Schloss Iburg.

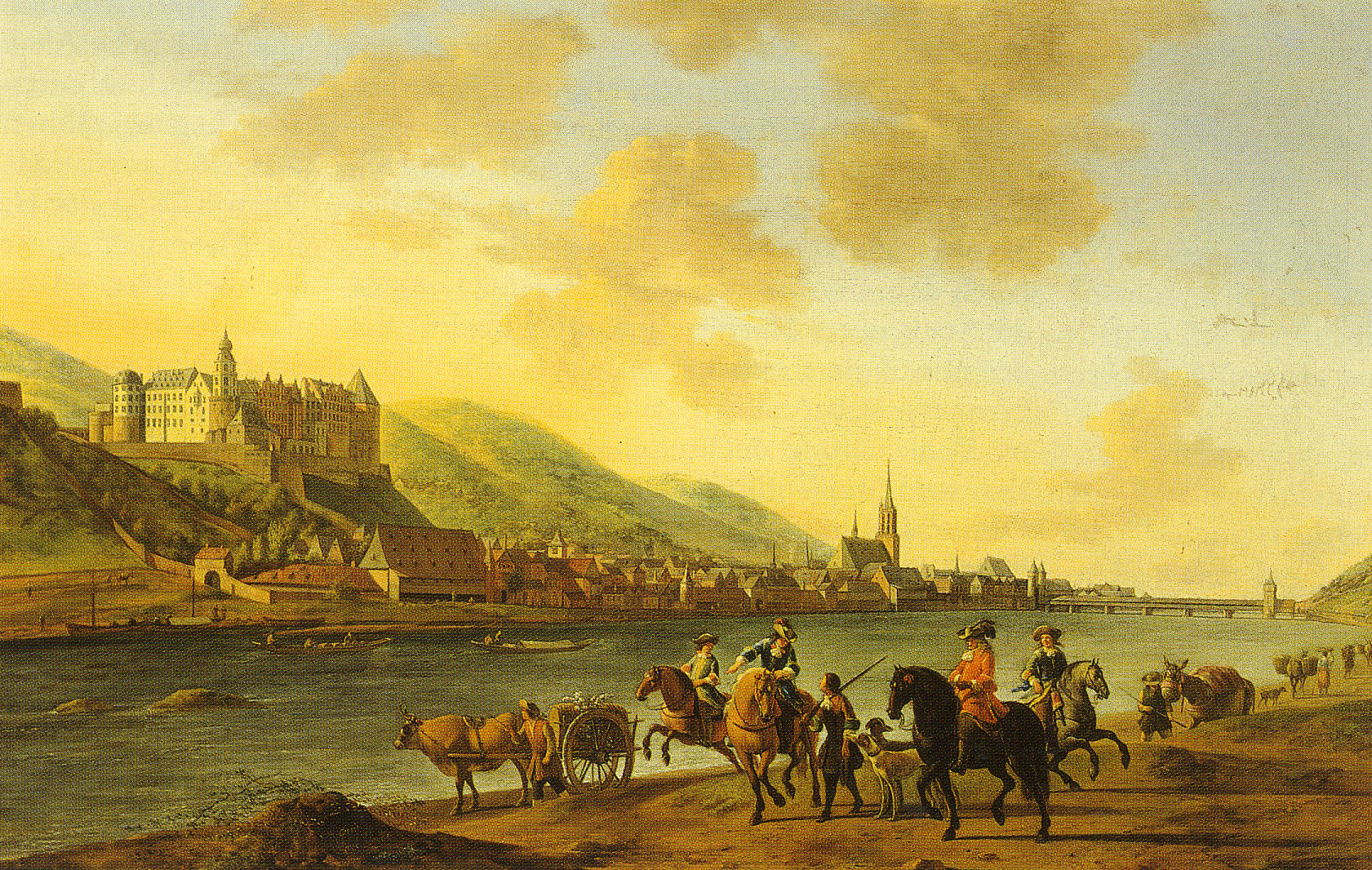
Heidelberg 1670, von Gerrit Adriaenszoon Berckheyde

Im Jahr 1663 gewährte der Kurfürst Liselottes Mutter Charlotte eine angemessene Entschädigung, worauf sie die Heidelberger Residenz verließ. Gleich darauf holte der Kurfürst seine Tochter zurück nach Heidelberg an den Hof, wo sie noch einige Male Besuche von ihrer Tante Sophie erhielt. Liselotte bekam nun eine damals für Fürstenhäuser übliche höfische Mädchenerziehung, die neben Französischunterricht, Tanzen, „Spinettspiel“, Singen, Handarbeiten und Geschichte vor allem darin bestand, dass sie regelmäßig aus der Bibel „in zwei Sprachen, deutsch und französisch“, vorgelesen bekam. Ihre neue Gouvernante, Maria Ursula Kolb von Wartenberg, genannt „die Kolbin“, der sie manchen Streich spielte, sollte außerdem darauf achten, dass sie nicht in „irgendeinem Haß oder Vorurteil gegen jemanden befangen sein soll, weil er einer anderen Religion angehört“. Der letzte Punkt war zu seiner Zeit ganz außergewöhnlich und basierte auf den relativ freien Überzeugungen ihres Vaters Karl Ludwig, der zwar selber Calvinist war, aber in Mannheim eine Concordienkirche hatte erbauen lassen, die den Anhängern der calvinistischen (bzw. reformierten), lutherischen und katholischen Konfession offenstand. Diese relativ offene religiöse Haltung kam Liselotte zeit ihres Lebens zugute, schon am Hof in Hannover hatte sie auch die lutherische Konfession kennengelernt und noch Jahrzehnte später wusste sie lutherische Choräle auswendig zu singen. Zwar musste sie vor ihrer Heirat aus dynastischen Gründen zum katholischen Glauben übertreten, blieb aber zeit ihres Lebens jedem Dogmatismus gegenüber skeptisch und äußerte sich häufig kritisch über „die Pfaffen“, auch wenn sie täglich zur Messe ging; von der calvinistischen Prädestinationslehre zeigte sie sich stets überzeugt, jeden Morgen las sie einen Abschnitt in der Lutherbibel und den Heiligenkult kritisierte sie. So schilderte sie in einem Brief an Kurfürstin Sophie vom 23. Mai 1709 ein Gespräch mit ihrem Beichtvater, der sie zur Heiligenverehrung „bekehren“ wollte.
Aus ihren Jugendjahren in Heidelberg wurde ihr erster Stall- und Hofmeister Étienne Polier de Bottens zu einer Vertrauensperson, den sie nach ihrer Heirat mit nach Frankreich nahm und der lebenslang in ihren Diensten blieb.

### Frankreich

#### Die Ehe

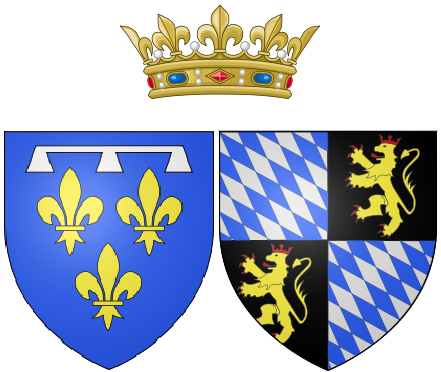
Allianzwappen Liselottes (Bourbon-Orléans – Wittelsbach-Pfalz)

Liselotte wurde 1671 aus politischen Gründen mit dem Bruder Ludwigs XIV., Herzog Philippe d’Orléans, verheiratet. Da ihr Mann als ältester Bruder des Königs den im Ancien Régime üblichen Titel Monsieur trug, nannte man sie als seine Frau von da an in Frankreich Madame. Vermittelt hatte diese Ehe Anna Gonzaga, eine verwitwete Schwägerin des Kurfürsten Karl Ludwig und alte Freundin des Herzogs Philippe, die Liselotte aus Heidelberg nach Paris abholte. Die Hochzeit per procurationem fand am 16. November 1671 in der Kathedrale von Metz vor Bischof Georges d’Aubusson de La Feuillade statt; den Bräutigam vertrat der Herzog von Plessis-Praslin. Am Vortag hatte Liselotte bereits feierlich ihrem alten reformierten Glauben abgeschworen und war zum römisch-katholischen Glauben konvertiert. Sie sah ihren 12 Jahre älteren Ehemann zum ersten Mal am 20. November 1671 in Châlons.

„Mons(ieur) sahe nicht ignoble aus, aber er war sehr klein, hatte pechschwarze Haare, Augenbraunen und Augenlider, große braune Augen, ein gar lang und ziemlich schmal Gesicht, eine große Nase, einen gar zu kleinen Mund und häßliche Zähne, hatte mehr weibliche als Manns-Manieren an sich, liebte weder Pferde noch Jagen, nichts als Spielen, cercle halten, wohl essen, tanzen und geputzt seyn, mit einem Worte, alles was die Damen lieben. … Der König liebte Galanterie mit Damen, ich glaube nicht, daß mein Herr in seinem Leben verliebt gewesen.“

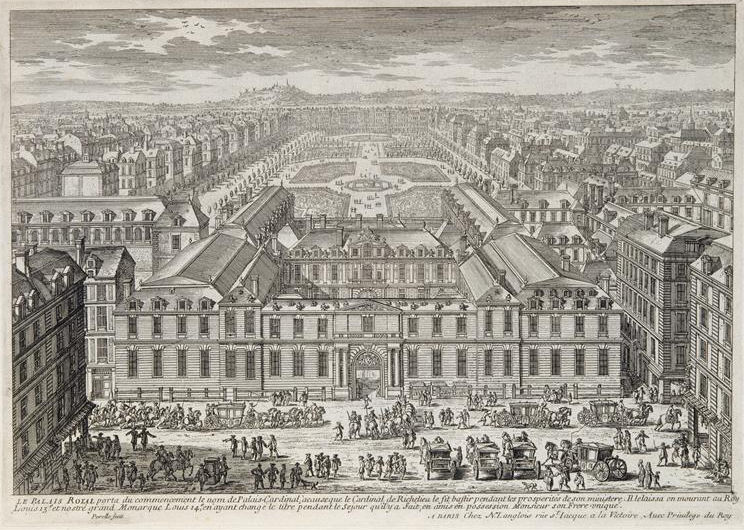
Das Palais Royal in Paris (1679)

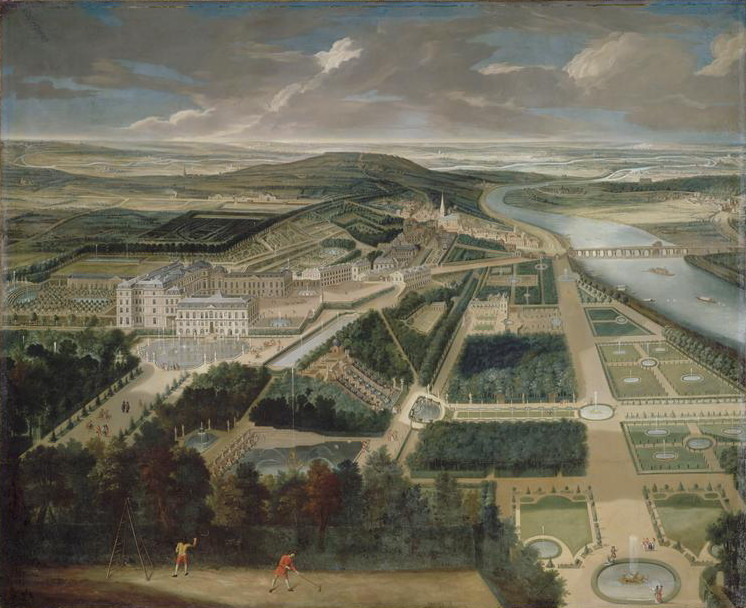
Schloss Saint-Cloud

Äußerlich führte Elisabeth Charlotte von nun an ein glanzvolles Leben und hatte bis zum Tode ihres Mannes 1701 eigene Appartements in seinen Residenzen, dem Palais Royal in Paris und dem Schloss Saint-Cloud. Allerdings lebte das Ehepaar überwiegend am Königshof, wo es etwa drei Viertel des Jahres anwesend zu sein hatte, zunächst im Neuen Schloss Saint-Germain-en-Laye und, nach dessen Fertigstellung 1682, im Schloss Versailles, wo ihnen im Hauptflügel zwei nebeneinander gelegene Appartements zur Verfügung standen. Ebenso verfügten sie über Wohnungen im Schloss Fontainebleau, wohin sich der Hof im Herbst zur Jagdsaison begab, an der Liselotte – im Gegensatz zu ihrem Mann – mit Begeisterung teilnahm. Oft ritt sie ganze Tage von früh bis spät mit dem König durch Wald und Feld, ohne sich durch gelegentliche Stürze oder Sonnenbrand abhalten zu lassen. Von Fontainebleau aus machte das Ehepaar regelmäßig Abstecher zum Schloss Montargis, das Monsieur gehörte und das gemäß ihrem Heiratsvertrag später als (kaum genutzter) Witwensitz an Madame fallen sollte. Liselotte verfügte über einen eigenen Hofstaat von 250 Personen, der jährlich 250.000 Livres kostete, der Herzog hatte einen noch größeren.
Für Philippe war es bereits die zweite Ehe, seine erste Frau, die englische Prinzessin Henriette, eine Cousine Liselottes, war 1670 plötzlich und unter ungeklärten Umständen gestorben. Er brachte auch zwei Töchter in die Ehe, die neunjährige Marie-Louise, zu der Liselotte ein herzliches, aber eher schwesterliches Verhältnis aufbauen konnte, und die erst zweijährige Anne Marie, die keine Erinnerung an ihre eigene Mutter hatte, und die sie liebte wie ihr eigenes Kind.
Die Ehe von Liselotte und Philippe war für beide Partner problematisch, da er homosexuell war und dies auch ziemlich offen auslebte. Er führte ein weitgehend eigenständiges Leben, zusammen mit und beeinflusst von seinem hauptsächlichen und langjährigen Geliebten, dem Chevalier de Lorraine; daneben hatte er andere Günstlinge und zahlreiche kleinere Liebschaften mit jüngeren Männern, die ihm der Chevalier selber und einer von dessen Freunden, Antoine Morel de Volonne, welchen Monsieur zwischen 1673 und 1683 zu Liselottes Haushofmeister erhob, zuspielten. Diese machte sich über die gesamte Situation und über Morel keine Illusionen: „Er stahl, er log, er schwur, war Athée (Atheist) und Sodomit, hielt Schule davon, und verkaufte Buben wie Pferde.“ Seinen ehelichen Pflichten kam Philippe eher widerwillig nach, er wollte von Liselotte möglichst nicht umarmt werden und schimpfte sie sogar aus, wenn sie ihn im Schlaf zufällig berührte. Nachdem er mit ihr drei Nachkommen gezeugt hatte – darunter den männlichen Erben und späteren Regenten Philippe –, zog er 1676 aus dem gemeinsamen Schlafzimmer endgültig aus und beendete damit das gemeinsame Sexualleben, zu Liselottes eigener Erleichterung und mit ihrem Einverständnis.
Liselotte blieb nichts anderes übrig, als sich mit diesen Zuständen zu arrangieren, und sie wurde letztlich für ihre Zeit eine ungewöhnlich aufgeklärte Frau, wenn auch auf eine etwas resignierte Weise:

„Wo seydt Ihr und Louisse denn gestocken, daß ihr die weldt so wenig kendt? (…) wer alle die haßen woldt, so die junge kerls lieben, würde hier kein 6 menschen lieben können (…) Es seindt deren allerhand gattungen; … (es folgt eine Aufzählung diverser Arten von Homo- und Bisexualität, sowie Päderastie und Sodomie, Anm. d. V.) … Da segt ihr, liebe Amelisse, daß die weldt noch schlimmer ist, als ihr nie gemeint habt.“

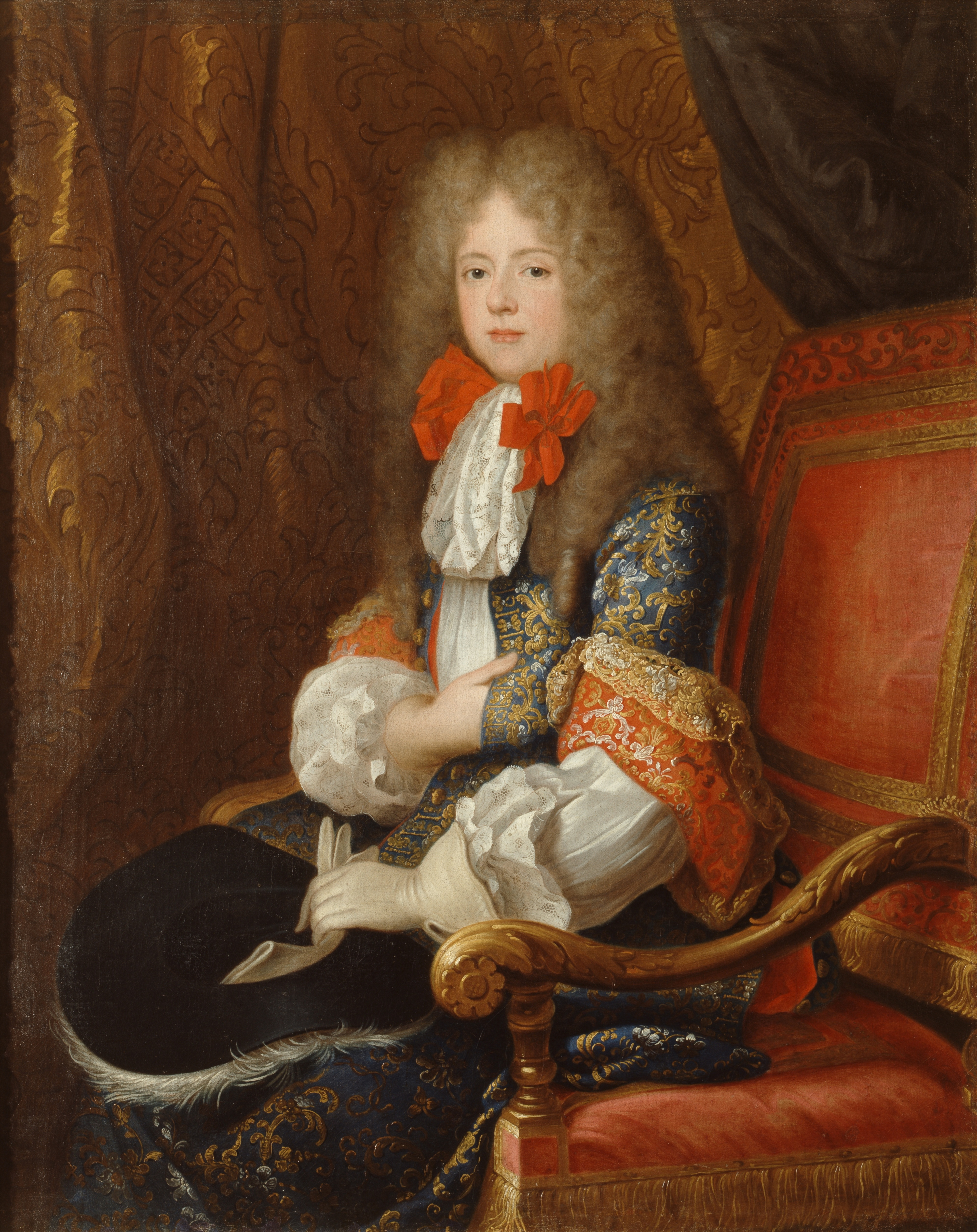
Louis Ferdinand Elle: Liselotte von der Pfalz im Jagdkostüm und mit Allongeperücke (!), 1673 (Deutsches Historisches Museum Berlin)

Ihr bedeutendster Biograph, der Historiker und Antwerpener Professor für französische Barockliteratur Dirk Van der Cruysse, urteilt: „Sie sah sich von der Vorsehung zwischen zwei völlig ungleiche Brüder gestellt, von denen der ältere durch seine Wertschätzung und Freundschaft das grundlegende Unvermögen seines jüngeren Bruders wettmachte, irgend jemand anderen zu lieben als sich selbst. Sie ließ beiden ihre Zuneigung zuteil werden, rückhaltlos und ohne jegliche Hintergedanken, und nahm die überwältigende Macht des einen wie auch die italienischen Neigungen des anderen klaglos, als vom Schicksal vorbestimmt, hin.“

#### Am Hof des Sonnenkönigs
Mit ihrem Schwager Ludwig XIV. verstand sich Liselotte zunächst ausgezeichnet. Dieser, selbst ein hervorragender Tänzer, der in Balletten von Lully auftrat, war „bezaubert davon, dass dies eine äußerst geistreiche und liebreizende Frau sei, dass sie gut tanze“, und war von ihrem offenen, humorvollen und erfrischend unkomplizierten Naturell amüsiert. Es entwickelte sich eine Freundschaft, und sie gingen oft gemeinsam auf die Jagd, für eine Dame der damaligen Zeit eine eher ungewöhnliche Beschäftigung. Auch ihre Lust am Spazierengehen fiel am französischen Hof auf und wurde anfangs etwas belächelt – sie ging sogar nachts im Park spazieren –, doch der König freute sich: „Ob zwar Versailles die schönsten Spazierfahrten hat, so fuhr und ging doch niemand spatzieren als ich. Der König pflegte zu sagen: il n’y a que Vous qui jouissés des beautés de Versailles (Ihr seid die einzige, die die Schönheiten von Versailles genießt)“. Außerdem teilte sie mit dem Sonnenkönig eine Vorliebe für das Theater jeglicher Couleur und war sich auch bewusst, dass sie einen Höhepunkt der französischen Kultur miterleben durfte:

„Als ich nach Frankreich gekommen bin, habe ich Leute kennengelernt, wie es sie wohl auf Jahrhunderte hinaus nicht mehr geben wird. Da waren Lully für die Musik; Beauchamp für das Ballett; Corneille und Racine für die Tragödie; Molière für die Komödie; die Chamelle und die Beauval, Schauspielerinnen; Baron, Lafleur, Torilière und Guérin, Schauspieler. Alle diese Leute waren hervorragend auf ihrem Gebiet … Alles, was man jetzt sieht oder hört, reicht nicht an sie heran.“

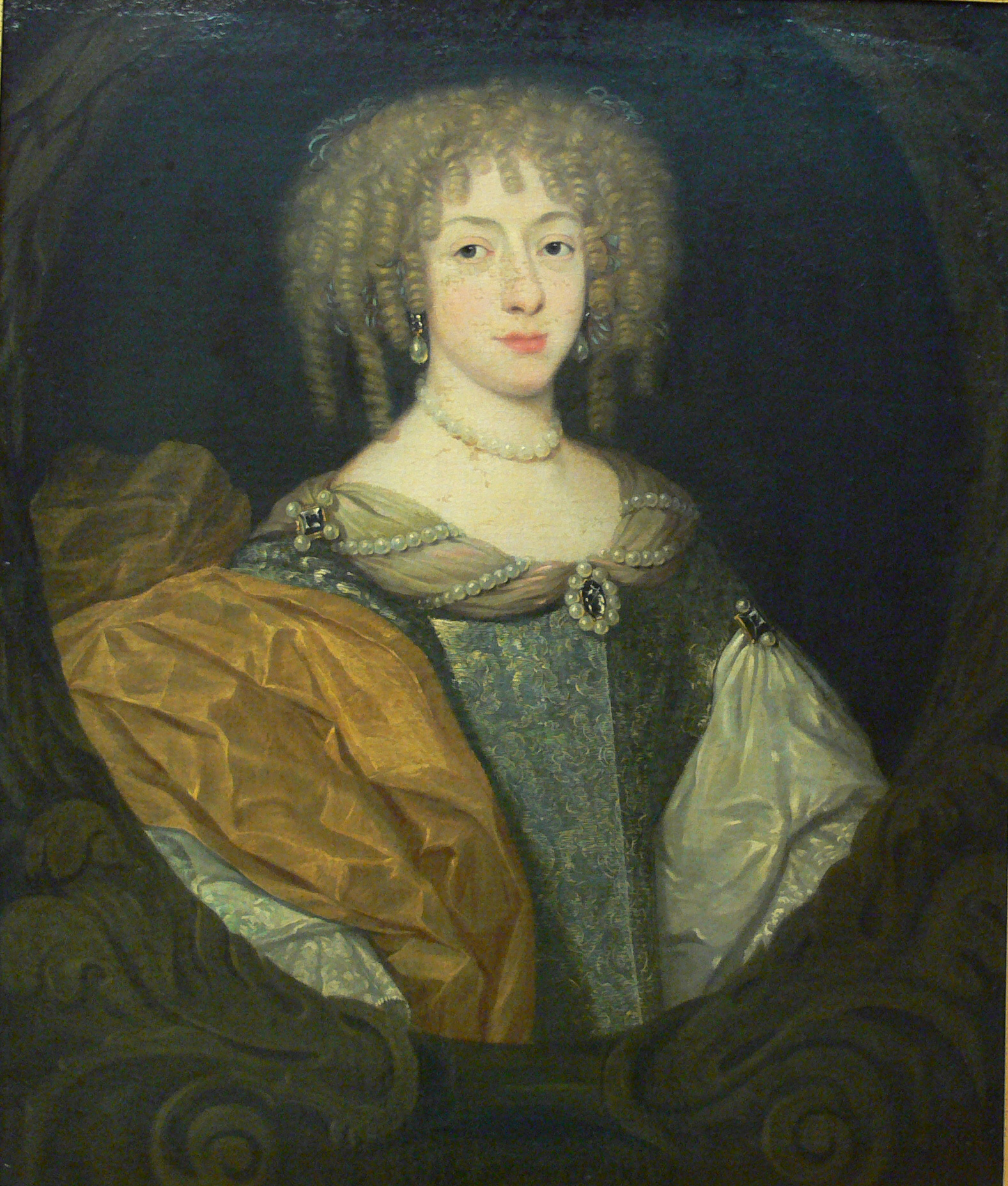
Anonymus: Liselotte von der Pfalz, ca. 1670–1671

Obwohl sie keine ausgesprochene Schönheit (ein wichtiges Plus am französischen Hof) und für französische Verhältnisse etwas unkonventionell war, machte Liselotte auch bei den Höflingen und geistreichen Pariser Salondamen einen sehr guten Eindruck. Diese hatten ursprünglich Vorurteile gehabt und erwarteten eine ‚derbe‘ und ‚unkultivierte‘ Ausländerin. In Anspielung an die spanischstämmige Königin Marie Thérèse, die nie richtig Französisch sprechen lernte und zu gutmütig für die maliziösen Scherze der „Preziösen“ war, hatte Madame de Sévigné sich zuvor ironisch mokiert: „Was für eine Wonne wieder eine Frau zu haben, die kein Französisch kann!“. Aber nachdem sie Liselotte kennenlernte, stellte sie an ihr eine „charmante Direktheit“ fest, und meinte: „Ich war erstaunt über ihren Witz, nicht über ihren liebenswerten Witz, sondern über ihren Witz von gesundem Menschenverstand (esprit de bon sens) … Ich versichere Euch, dass man es nicht besser ausdrücken kann. Sie ist eine sehr eigenwillige Person und sehr entschieden und hat ganz sicherlich Geschmack.“ Positiv überrascht war auch Marie-Madeleine de La Fayette und äußerte sich ganz ähnlich über Liselottes esprit de bon sens. Die Cousine des Königs, Mademoiselle de Montpensier, meinte: „Wenn man aus Deutschland kommt, dann hat man keine französische Lebensart“, aber: „Auf uns machte sie einen sehr guten Eindruck, Monsieur aber fand das nicht und war ein wenig erstaunt. Aber als sie sich französisch gab, war das etwas ganz anderes.“ Als 1679 die Kurfürstin Sophie mit ihrer Tochter die Nichte Liselotte in Paris und Versailles besuchte, stellte sie fest: „Liselotte … lebt sehr frei, und das voller Unschuld: ihre Fröhlichkeit heitert den König auf. Ich habe nicht bemerkt, daß ihre Macht weiter reicht, als ihn lachen zu machen, noch daß sie sich bemüht, dies weiter zu treiben.“
In Frankreich hatte Liselotte nur zwei deutsche Verwandte, zwei ältere Tanten, mit denen sie aber regelmäßig verkehrte: Luise Hollandine von der Pfalz, eine Schwester ihres Vaters und seit 1664 Äbtissin des Klosters Maubuisson, und Emilie von Hessen-Kassel, eine Schwester ihrer Mutter, die den hugenottischen General Henri Charles de La Trémoille, Fürst von Tarent und Talmont, geheiratet hatte. Von ihrem Hofstaat standen ihr hauptsächlich die Fürstin Catherine Charlotte von Monaco, die das Amt ihrer Oberhofmeisterin ausübte, aber bereits 1678 starb, sowie ihre Hofdame Lydie de Théobon-Beuvron nahe.

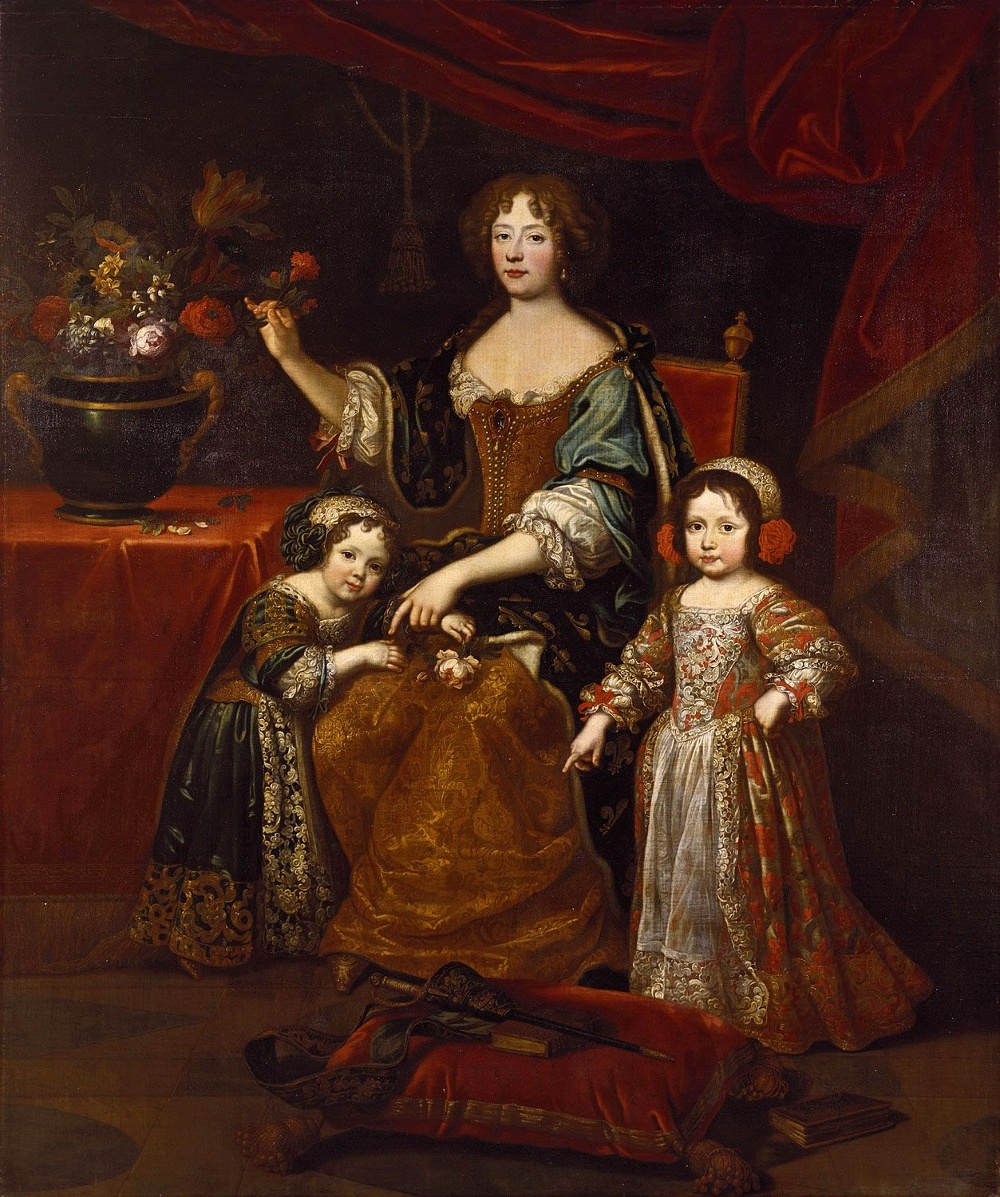
Liselotte von der Pfalz mit ihren Kindern. Kopie von Jean-Gilbert Murat (1837) nach einem Original von Pierre Mignard von ca. 1678–1679 (Schloss Versailles)

#### Kinder
Elisabeth Charlotte von der Pfalz und Philippe I. d’Orléans hatten drei gemeinsame Kinder:
1. Alexandre Louis d’Orléans, Herzog von Valois (2. Juni 1673–16. März 1676)
2. Philippe II. d’Orléans (1674–1723) ⚭ Françoise Marie de Bourbon (1677–1749), eine legitimierte außereheliche Tochter Ludwigs XIV.
3. Élisabeth Charlotte d’Orléans (1676–1744) ⚭ Leopold von Lothringen (Schwiegereltern der Maria Theresia von Österreich).

Liselotte hatte eine herzliche Beziehung zu ihren Kindern und der vorzeitige Tod ihres ältesten Sohnes Alexandre Louis mit nicht einmal drei Jahren war für sie ein sehr harter Schlag. Sie weinte sechs Monate lang bis zur Geburt ihrer Tochter, die ihr anscheinend über den schrecklichen Verlust hinweghalf.

„Ich glaube nicht, daß man auß ubermäßiger trawerigkeit sterben kan, denn sonsten were ich ohne zweiffel drauf gangen, denn was ich in mir empfunden, ist unmöglich zu beschreiben.“

Der jüngere Sohn Philippe sah ihr nicht nur äußerlich ähnlich, sondern teilte ihre literarischen, musischen und naturwissenschaftlichen Interessen; zu Lebzeiten seines Vaters und noch kurz danach war das Verhältnis zu seiner Mutter distanziert, da der Vater und seine Günstlinge ihn beeinflussten und ihm alles erlaubten, während die Mutter seine Ausschweifungen kritisierte. Später besserte sich das Verhältnis aber und schließlich standen sie sich sehr nahe, was seinerzeit in Fürstenhäusern nicht unbedingt üblich war.

#### Schwierigkeiten und Tragödien

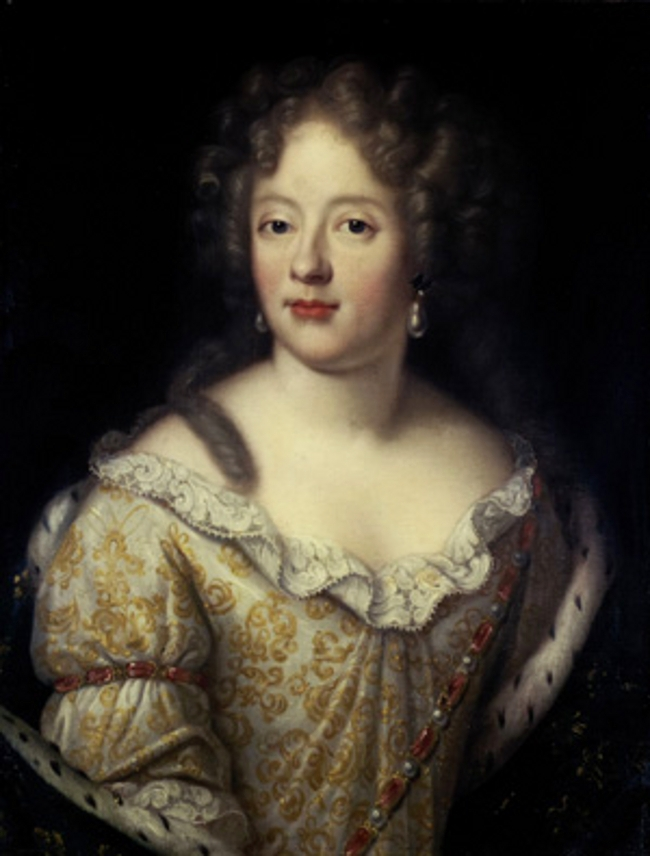
Pierre Mignard: Elisabeth Charlotte von der Pfalz, ca. 1675–1680

Etwa ab 1680 kam es zu massiven Problemen, da der Chevalier de Lorraine, der Marquis d’Effiat und andere Günstlinge ihres Mannes diesen immer mehr gegen Liselotte aufstachelten und gegen sie intrigierten, um ihren Einfluss auf Monsieur auszuschalten. Sie wurde zum Opfer eines aggressiven Kleinkrieges und zermürbender Schikane, ihr eheliches Verhältnis wurde nun völlig zerrüttet. Unter anderem erreichten ihre Feinde mithilfe von Verleumdungen, dass einige ihrer Vertrauten, darunter die von ihr sehr geschätzte Hofdame Lydie de Théobon-Beuvron, deren Mann, der Kammerherr Graf de Beuvron, und der Baron de Beauvais entlassen und vom Hofe verbannt wurden. Nach deren Abgang war sie den Intrigen der Favoriten und der Willkür ihres Mannes nahezu schutzlos ausgeliefert, zumal sich gleichzeitig das Verhältnis zum König abkühlte, als dessen Mätresse Madame de Maintenon an Einfluss gewann und der König immer weniger geneigt war, seinen Bruder zu verärgern, indem er zu Gunsten Liselottes eingriff. So führten die Intrigen zur Isolation und Enttäuschung Liselottes, die sich nun immer mehr in ihr Schreibkabinett zurückzog. „Monsieur … hat nichts in der welt im kopf als seine junge kerls, umb da ganze nächte mit zu fressen, zu saufen, und gibt ihnen unerhörte summen gelds, nichts kost ihm noch ist zu teuer vor die bursch; unterdessen haben seine kinder und ich kaum was uns nötig ist.“
Zeitgleich mit diesen häuslichen Problemen Liselottes hatten französische Adlige und Höflinge eine geheime homosexuelle ‚Bruderschaft‘ gegründet, die von denjenigen, die ihr beitraten, verlangte, „einen Schwur zu leisten, auf alle Frauen zu verzichten“; die Mitglieder sollen ein Kreuz getragen haben mit einem Relief, auf dem ein Mann „mit den Füßen eine Frau in den Staub tritt“ (in einer unheiligen Anspielung an den Erzengel Michael). Der Herzog von Orléans gehörte dieser Bruderschaft zwar nicht an, jedoch viele seiner Favoriten. Tatsächlich führten sich manche Höflinge in Paris skandalös auf und es wurden mehrere Vorfälle bekannt, wo Frauen sadistisch gequält wurden. Ein armer Waffelverkäufer wurde von Höflingen vergewaltigt, kastriert und ermordet. Als bekannt wurde, dass zu der ‚Bruderschaft‘ auch der Prinz de la Roche-sur-Yon und der Comte de Vermandois, einer der legitimierten Söhne des Königs mit Louise de La Vallière, gehörten, kam es im Juni 1682 zu einer Welle von Verbannungen. Ludwig XIV. bestrafte seinen eigenen Sohn hart und schickte ihn in den Krieg, wo er kurz danach 16-jährig starb. Liselotte von der Pfalz war von diesem Vorfall direkt betroffen, da Vermandois ihr von seiner Mutter bei deren Eintritt ins Kloster (1674) als Mündel überlassen worden war: „Der Comte de Vermandois war gar ein gut Gemüth. Der arme Mensch hat mich geliebt, als wenn ich seine leibliche Mutter wäre. … Er erzählte mir seine ganze Geschichte. Er war abscheulich verführt worden.“ Einer seiner ‚Verführer‘ soll der Chevalier de Lorraine gewesen sein – der Geliebte ihres Mannes und ihr erklärter Feind.

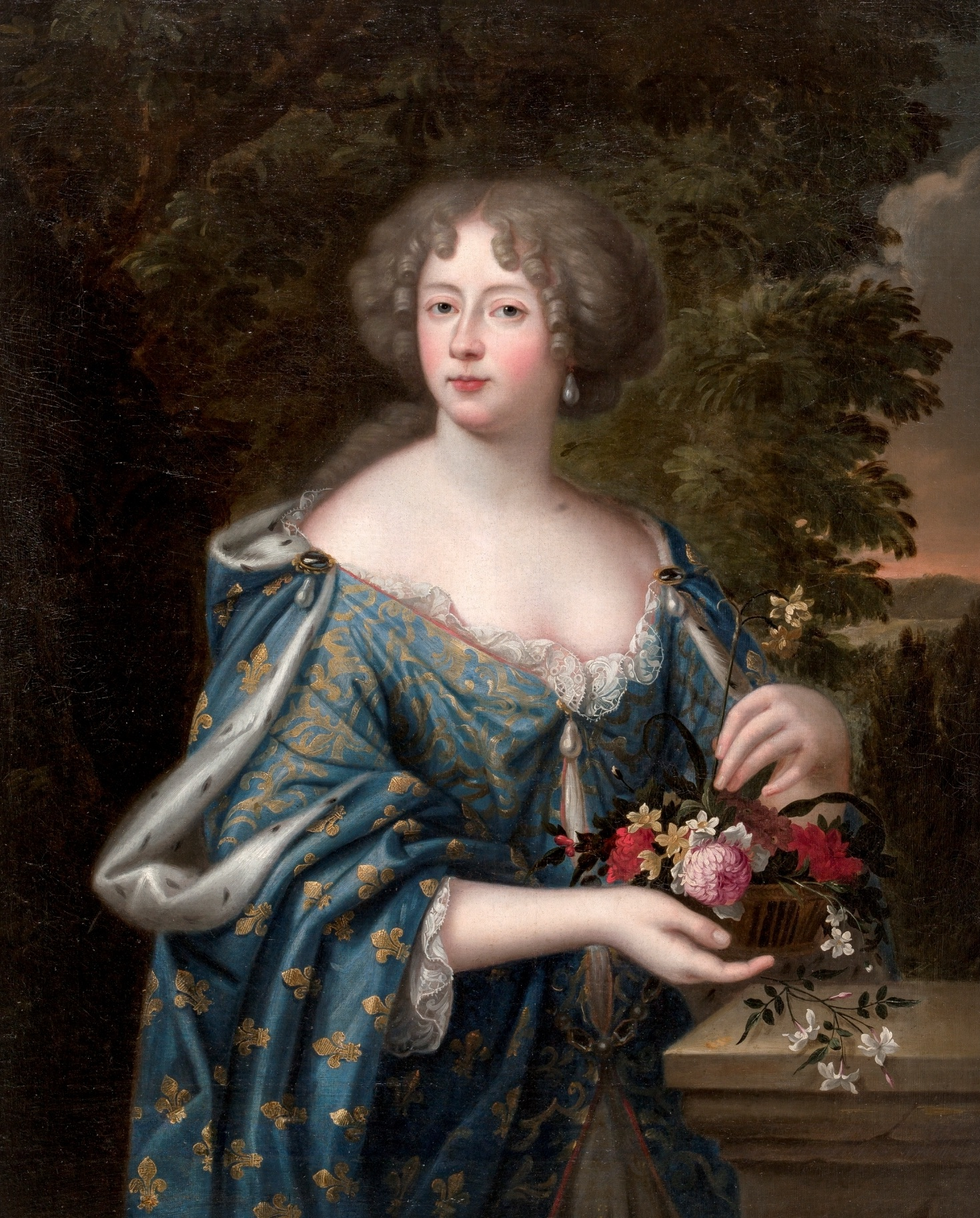
Pierre Mignard (Werkstatt): Elisabeth Charlotte von der Pfalz, Duchesse d’Orléans, 1675 (Madrid, Prado). Auch hier trägt sie die französischen goldenen Lilien auf blauem Grund.

Andere Probleme ergaben sich in der Folgezeit für Liselotte, da sie eine massive Abneigung gegen Madame de Maintenon hegte, die letzte bedeutende Mätresse und ab Ende 1683 heimliche Ehefrau Ludwigs XIV., welchen sie zunehmend beherrschte. Liselotte konnte die gesellschaftliche Stellung und die Machtgier dieser aus schwierigen Verhältnissen aufgestiegenen Frau, der Witwe eines Theaterautors, nicht akzeptieren und bezeichnete sie in zahlreichen Briefen unter anderem mit Schimpfworten wie „altes Weib“, „alte Hexe“, „alte Vettel“, „alte Zott“, „Hutzel“, „Kunkunkel“, „Megäre“, „Pantokratin“ oder als „Mausdreck, unter die Pfefferkörner gemischt“. Auf Betreiben der Maintenon wurden die Kontakte der Herzogin mit ihrem Schwager auf formelle Anlässe beschränkt, und wenn sich der König nach der abendlichen Tafel mit einigen auserwählten Verwandten in seine privaten Gemächer zurückzog, wurde sie nicht mehr eingelassen. 1686 schrieb sie an ihre Tante Sophie: „Wo der teüffel nicht hinkommen kann, da schickt er ein alt weib hin, welches wir alle, so in der Königliche famillie sein, woll erfahren …“ und 1692: „Welcher henker uns unsere alte rumpompel hier wollte weg nehmen, sollte ich wohl für einen ehrlichen mann halten und gern vor ihn bitten, daß er mögte geadelt werden“. Da ihre Briefkorrespondenz heimlich überwacht wurde, erfuhren der König und die Maintenon davon, natürlich mit ungünstigen Auswirkungen auf Liselottes einstmals so guten Kontakt zu Ludwig.
Es kam hinzu, dass der König selber nach 1680 – nach der Giftaffäre, in die unter anderem seine vorherige Mätresse Madame de Montespan verwickelt war – eine Veränderung durchmachte, und sich unter dem Einfluss der bigotten Madame de Maintenon von einem ehemaligen Schürzenjäger, der in erster Linie an seinem Vergnügen interessiert war und nicht selten in die Gemächer von Liselottes Ehrenjungfern schlich, in einen Mann verwandelte, der plötzlich Moral, Frömmigkeit und Religion predigte. Daher erließ er 1685 das Edikt von Fontainebleau, womit er die Toleranzpraxis des Edikts von Nantes beendete und eine erneute Verfolgung der Hugenotten auslöste, deren viele nach Holland und Deutschland emigrierten, darunter Liselottes Tante Emilie von Hessen-Kassel. Die Emigranten wurden vom brandenburgischen Gesandten Ezechiel Spanheim mit Rat und Tat unterstützt; ihm stand Liselotte sehr nahe, weil er einst Erzieher ihres Vaters wie auch ihres Bruders gewesen war. Da Liselotte selber ursprünglich eine Reformierte, also Hugenottin, gewesen und – im Gegensatz zu der selbst halb hugenottischen Maintenon – nur halbherzig Katholikin geworden war – oder genauer: eine Frau, die eine sehr freie Einstellung zur Religion hatte –, war dies für sie eine problematische Situation und sie schrieb später an ihre Tante Sophie: „Hette man diese verfolgen gethan, wie ich vor 26 jahren noch zu Heydelberg war, hetten mich E. L. (= Euer Liebden, Anm. d. Verf.) woll nie persuadieren können, catholisch zu werden.“ Die Schuld für all dies und für die Frömmelei des Königs schrieb sie in erster Linie nicht ihm selber, sondern dem Einfluss der Madame de Maintenon zu, die sie als heuchlerisch bigott, machtgierig und korrupt empfand und die sie ohnehin hasste:

„Unser s(eliger) König … wußte kein wort von der h. schrift; man hatte es ihm nie lesen lassen; meinte, daß, wenn er nur seinen beichtsvater anhörte und sein pater noster plabelte, were schon alles gut und er were ganz gottsförchtig; hat mich oft recht deswegen gejammert, denn sein intention ist allezeit aufrichtig und gut gewesen. Allein man hat ihm weis gemacht, die alte zott und die Jesuwitter, daß, wenn er die Reformierten plagen würde, das würde bey gott und menschen den scandal ersetzen, so er mit dem doppelten ehebruch mit der Montespan begangen. So haben sie den armen herrn betrogen. Ich habe diesen pfaffen meine meinung oft drüber gesagt. Zwey von meinen beichtsvätern, als pere Jourdan und pere de St. Pierre, gaben mir recht; also gab es keine dispute.“

Am Königshof war das Thema allerdings tabu: „E.L. (Euer Liebden) haben recht zu sagen, daß man hier nichts von der qual redt, so man den armen reformierten antut, man hört kein einzig wort davon. Auf was E.L. weiter hiervon sagen, können E.L. wohl gedencken, daß ich nichts sagen darf, die gedanken aber seind zollfrey; doch muß ich noch sagen, daß was I.M. (Ihrer Majestät) hierauf mag gesagt werden, glauben sie nichts, wenn es mad. de Maintenon noch der erzbischof von Paris nicht sagt; die allein glaubt der König in religionssachen.“ Liselotte sah allerdings auch die Chancen, die sich durch die Emigration der Hugenotten in die protestantischen Länder ergaben: „Die armen reformierten … die sich in Teutschland gesetzt, werden das französische gemein machen. Mons. Colbert soll gesagt haben, daß viele untertanen der Könige und fürsten reichtum seye, wollte deswegen, daß alles sich heuraten sollte und kinder kriegen: also werden diese neue untertanen der teutschen Kurfürsten und fürsten reichtum werden.“
Als die Wittelsbacher Linie Pfalz-Simmern 1685 mit dem Tode des Bruders Liselottes, des Kurfürsten Karl von der Pfalz, erlosch, erhob Liselottes Schwager Ludwig XIV. entgegen dem Erbschaftsvertrag Anspruch auf Teile der Kurpfalz und begann den Pfälzischen Erbfolgekrieg, bei dem unter anderem Mannheim und Heidelberg samt Schloss systematisch zerstört wurden. Für Liselotte, die zur gleichen Zeit auch noch den Tod ihres geliebten Halbbruders Karllutz zu verkraften hatte, war dies wohl die traumatischste Zeit ihres Lebens. Sie litt sehr unter den Verwüstungen ihrer Heimat und darunter, dass dies offiziell auch noch in ihrem Namen geschah: „Kaum hatte ich mich über des armen Carllutz Tod ein wenig erholt, so ist das erschreckliche und erbärmliche elend in der armen Pfalz angangen, und was mich am meisten daran schmerzt, ist daß man sich meines namens gebraucht, umb die arme leute ins eußerste unglück zu stürzen“. „So kan ich doch nicht laßen zu bedauern undt zu beweinen, daß ich so zu sagen meines vatterlandes untergang bin“.
Diese Situation brachte sie zwangsläufig in einen starken inneren Konflikt mit dem König und ihrer ganzen Umgebung, die darauf zu allem Überfluss häufig mit naivem Unverständnis reagierte.

„… alle nacht, sobaldt ich ein wenig einschlaffe, deucht mir, ich sey zu Heydelberg oder zu Manheim undt sehe alle die verwüstung, und dann fahr ich im schlaff auff undt kan in 2 gantzer stunden nicht wider einschlafen; dan kompt mir in den sinn, wie alles zu meiner zeit war, in welchem standt es nun ist, ja in welchem stand ich selber bin, undt dan kan ich mich des flenens (Flennens = Weinens, Anm. d. Verf.) nicht enthalten …; undt noch dazu nimbt man übel, dass ich betrübt drüber bin, aber ich kans warlich nicht laßen …“

Ihr Mann Philippe verteilte die auf ihn entfallene Kriegsbeute (das sogenannte Orléansgeld) großzügig an seine Günstlinge, insbesondere an den Chevalier de Lorraine.

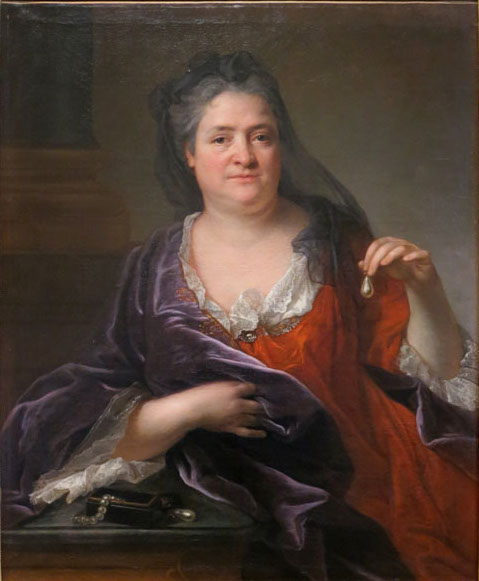
Liselotte (1700), von André Bouys

1692 musste Liselotte miterleben, dass ihre Machtlosigkeit sich auch auf ihre eigenen Kinder erstreckte: Ludwig XIV. verheiratete ihren Sohn Philippe gegen ihren Willen mit Françoise-Marie de Bourbon, einer seiner unehelichen, aber legitimierten Töchter, die er mit Madame de Montespan hatte. Auch seine anderen „Bastarde aus doppeltem Ehebruch“ verheiratete der König innerhalb seiner Familie, denn an ausländische Höfe wären sie nicht zu vermitteln gewesen, kaum auch an den hohen Adel in Frankreich, und sie „unter Stand“ zu verheiraten, sah er als seiner unwürdig an. Liselotte und die Höflinge empfanden diese Ehe als Mesalliance und Demütigung. Daher reagierte sie mit Empörung und Wut. Mehrere Chronisten berichten, dass sie ihre Gefühle nicht mehr unter Kontrolle hatte, vor dem ganzen Hof in Tränen der Verzweiflung ausbrach, und Saint-Simon schreibt, sie habe ihren Sohn vor den Augen des ganzen Hofes geohrfeigt, weil er in die Ehe eingewilligt habe. Die Hochzeit fand am 18. Februar 1692 statt. Der König gab seiner Tochter eine Pension von 50.000 Écus und Edelsteine im Wert von 200.000 Écus, aber die im Ehekontrakt versprochene Mitgift von zwei Millionen soll nie bezahlt worden sein. Auch diese Zwangsehe wurde nicht glücklich und Philippe betrog seine Frau sein Leben lang.
1693 erkrankte Elisabeth Charlotte an den lebensgefährlichen Blattern (Pocken). Aus Angst vor Ansteckung flüchteten der König und fast der ganze Hofstaat. Sie widersetzte sich den Anweisungen und Ideen der zeitgenössischen Ärzte und überlebte die Krankheit, behielt jedoch ein pockennarbiges Gesicht. Sie regte sich darüber nicht auf, da sie sich ohnehin immer für hässlich gehalten hatte (in maßloser Übertreibung, wie frühere Porträts unter anderem von Pierre Mignard und Nicolas de Largillière beweisen) und auch kein Interesse an Schönheitspflege oder Schminke hatte. Möglicherweise als eine weitere Folge der Krankheit nahm sie außerdem ab 1694 so stark zu, dass es sie bei ihren Spaziergängen behinderte. Trotzdem ging sie weiter auf die Jagd, stieg jedoch nur auf Pferde, die groß und kräftig genug waren, um ihr Gewicht zu tragen. Die äußere Veränderung ist auch an den erhaltenen Porträts deutlich zu sehen, zum Beispiel an einem Gemälde von Antoine Dieu von der Hochzeit des Herzogs von Burgund mit Marie Adelaide von Savoyen am 7. Dezember 1697, wo rechts hinter Monsieur eine dicke Liselotte steht, umgeben von Hofdamen und ihrem Sohn.

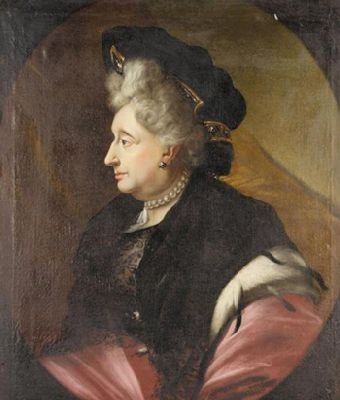
Kurfürstin Sophie (als Witwe und britische Thronerbin)

Im September 1700 klagte sie ihrer Tante Sophie: „Madame sein ist ein ellendes handwerck, hette ichs wie die chargen hir im landt verkauffen können, hette ichs lengst feil getragen“. Sophie, die selber in vergleichsweise bescheidenen Verhältnissen im holländischen Exil aufgewachsen war, kommentierte die Lamenti ihrer Nichte 1688 in einem Brief an deren (ziemlich mittellosen) Halbbruder Karllutz eher ungerührt: „Auch Madame hat ihre Sorgen, aber in der Position, in der sie sich befindet, hat sie genug, womit sie sich trösten kann.“ Als Sophie im Frühjahr 1701 durch den Act of Settlement zur britischen Thronerbin erklärt wurde, kommentierte Liselotte, die vorrangige Ansprüche gehabt hätte, wenn sie nicht katholisch geworden wäre, dies am 15. Mai in einem Brief an ihre Halbschwester Louise so: „Ich wollte lieber kurfürst, als könig in England, sein. Der Engländer humor und ihr parlement stehet mir gar nicht an, gönne es ma tante besser, als mir; die wird auch besser mit ihnen umbzugehen wissen, als ich würde getan haben.“

### Witwe

#### Spätzeit Ludwigs XIV.
Als Monsieur am 9. Juni 1701 überraschend starb, hinterließ er nur Schulden, und Liselotte verzichtete klugerweise auf das gemeinschaftliche Eigentum. In seinem Testament, das öffentlich im Mercure galant und der Gazette d’Amsterdam abgedruckt wurde, erwähnte er sie mit keinem einzigen Wort. Liselotte verbrannte eigenhändig die Liebesbriefe, die er mit seinen Liebhabern ausgetauscht hatte, damit diese nicht in die Hände der Notare fallen sollten: „in den kisten habe ich alle briefe, so die buben ihm geschrieben, auffgesucht und ungeleßen verbrent, damitt es nicht in andere handt kommen mögte.“ An ihre Tante Sophie schrieb sie: „Ich muß gestehen, daß ich viel betrübter geweßen were, alß ich bin, wenn Monsieur s(eelig) mich nicht so viel böße officien (d. h. ‚böse Dienste‘) bey dem König geleistet hette undt allezeit so viel nichtswürdige buben lieber gehabt, alß mich“. Dabei war ihre Haltung den Mignons des Verstorbenen gegenüber längst nicht mehr prüde, sondern recht abgeklärt: Als man ihr 1702 meldete, der Earl of Albemarle, Geliebter des soeben verstorbenen englischen Königs Wilhelm III. von Oranien, sei vor Herzeleid fast gestorben, bemerkte sie trocken: „Solche freündschafft haben wir hir bey meinem herrn nicht gesehen“.

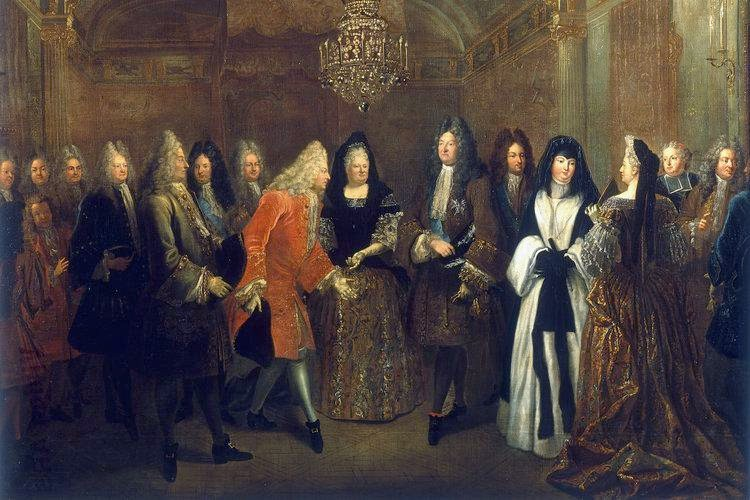
Louis de Silvestre: Ludwig XIV. empfängt den späteren König von Polen und Kurfürsten von Sachsen August III., 1714. Die Dame zwischen August (in Rot) und dem König ist Liselotte.

Kurz nach dem Tod ihres Mannes kam es auch zum Versuch einer Versöhnung zwischen Liselotte und Madame de Maintenon sowie dem König. Diesem erklärte sie frank und frei: „Wenn ich Euch nicht geliebt hätte, dann hätte ich doch Madame de Maintenon nicht so gehaßt, eben weil ich glaubte, sie beraube mich Eurer Gunst.“ Die Maintenon schämte sich bei dieser Gelegenheit nicht, abgefangene Briefe Liselottes aus dem Ärmel zu ziehen, welche vor Schmähungen der Mätresse nur so strotzten, und sie ihr genüsslich vorzulesen. Die Harmonie zwischen den beiden Frauen währte auch nicht besonders lange, und Liselotte war nach anfänglichem Wohlwollen „eher geduldet als geliebt“. Zum innersten Zirkel um den König wurde sie, außer bei offiziellen Anlässen, nur selten vorgelassen. Mit Verachtung wurde sie vor allem von Maria Adelaide von Savoyen gestraft, der Enkelin Monsieurs aus erster Ehe und Schwieger-Enkelin des Königs, die ein verzogenes Kind war, jedoch ausgesprochener Liebling des Monarchen und seiner Mätresse.
Nach dem Tode Monsieurs lebte Liselotte in seinem ehemaligen Appartement in Versailles und nahm an Besuchen des Hofes in Marly oder Fontainebleau teil, wo sie ebenfalls über eigene Appartements verfügte. Immerhin durfte sie an den Hofjagden teilnehmen, bei denen sie und der König inzwischen nicht mehr hoch zu Ross, sondern gemeinsam in einer Kalesche saßen, aus der sie schossen, Hunde hetzten oder Falken steigen ließen. Das Palais Royal und das Schloss St. Cloud mied Lieselotte fortan bis 1715, um ihrem Sohn und seiner Frau nicht zur Last zu fallen. Ihren etwas abgelegenen Witwensitz, das Schloss Montargis, schätzte sie wenig und suchte ihn kaum auf; sie behielt ihn aber für den Fall, dass der König ihrer Anwesenheit in Versailles müde werden sollte, worauf die Maintenon sich hinzuwirken bemühte:

„… Alle tag tut sie (Madame de Maintenon) mir brusquieren, leßt mir an Königs tafel die schüsseln, wovon ich essen will, vor der nas wegnehmen; wenn ich zu ihr gehe, sicht sie mich über eine axel an und sagt mir nichts oder lacht mich aus mit ihren damen; das bestellt die Alte express, hofft, ich würde bös werden und mich amportieren, damit man sagen möge, man könne nicht mit mir leben, und mich nach Montargis zu schicken. Aber ich merk den possen, lach also nur über alles was sie anfangen und beklag mich nicht, sage kein wort; aber die wahrheit zu bekennen, so führ ich ein elend leben hier, aber mein partie ist gefaßt, ich laß alles gehen wie es gehet und amusiere mich so gut ich kann, denke: die alte ist nicht unsterblich und alles endert in der welt; sie werden mich hier nicht wegkriegen als durch den tod. Das macht sie verzweifeln vor bosheit … Das weib ist abscheulich gehaßt zu Paris, sie darf sich dort nicht öffentlich weisen, ich glaube, man würde sie steinigen …“

#### Régence

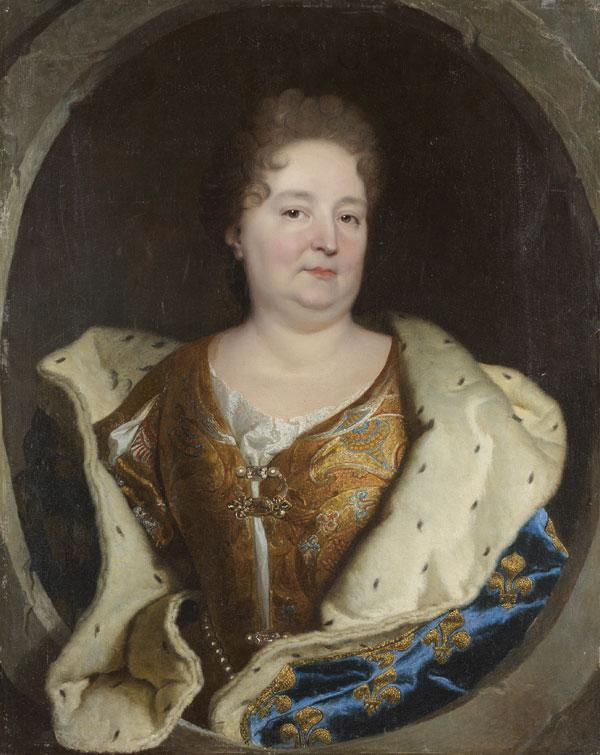
Liselotte (posthumes Gemälde der Werkstatt Rigaud, 1723)

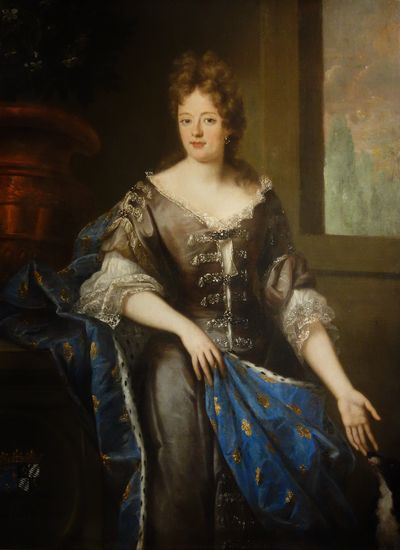
Nicolas de Largillière: Liselotte von der Pfalz, ca. 1685–1690 (Musée des Beaux-Arts de Nancy)

Im Herbst 1715, nach dem Tode Ludwigs XIV., der sich mit noblen Komplimenten von Liselotte verabschiedet hatte, brach die Zeitenwende der Regentschaft ihres Sohn Philippe II. d’Orléans an, der für den noch unmündigen König Ludwig XV. Frankreich bis 1723 regierte. Damit war Liselotte wieder die erste Dame des Staates. Dies war sie zumindest offiziell schon einmal gewesen, nach dem Tod der Maria Anna Victoria von Bayern am 20. April 1690, der Frau des Großen Dauphin Ludwig, bis zur Hochzeit des Dauphin Ludwig (Herzog von Burgund) mit Maria Adelaide von Savoyen am 7. Dezember 1697.
Der Hof in Versailles löste sich bis zur Volljährigkeit des neuen Königs auf, wie es der Verstorbene angeordnet hatte, und bald konnte Liselotte wieder in ihr geliebtes Saint-Cloud zurückkehren, wo sie fortan sieben Monate des Jahres verbrachte, wobei ihre alten Hofdamen ihr Gesellschaft leisteten: die „Marschallin“ Louise-Françoise de Clérambault und die deutsche Eleonore von Rathsamshausen geb. von Venningen. Den Winter verlebte sie recht ungern, wegen der vom Rauch aus vielen Kaminen schlechten Pariser Luft (und „da man morgens nichts als – met verlöff – ausgeleerte nachtstühl und kammerpot riecht“) sowie unguter Erinnerungen an ihre Ehezeit, im Palais Royal, wo auch ihr Sohn residierte: „muß ich leider wieder in das verdrießliche Paris, worinnen ich wenig ruhe habe. Aber man muß wohl seine Schuldigkeit tun; ich bin in der Pariser gnaden, es würde sie betrüben, wenn ich gar nicht mehr dort wohnen sollte; muß also denen guten leuten etliche Monat aufopfern. Sie verdienen (es) wohl an mir, haben mich lieber, als ihre geborne fürsten und fürstinnen; die verfluchen sie und mir geben sie lauter segen, wenn ich durch die stadt fahre. Ich habe auch die Pariser lieb, es seind gute leute. Es ist mir selber leyd, daß ihre luft und wohnung mir so zuwider sein.“
Obwohl sie es zu ihrem Grundsatz gemacht hatte, sich nicht in die Politik einzumischen, setzte sie sich nur einen Monat nach dem Tode des Königs und mit Erfolg für die Freilassung von Hugenotten ein, die wegen ihres Glaubens viele Jahre lang auf die Galeeren geschickt worden waren. 184 Personen, darunter viele Prediger, wurden freigelassen; zwei Jahre später erreichte sie nochmals die Freilassung von 30 Galeerensträflingen.
Das erleichterte Aufatmen, das nach der 72-jährigen Herrschaft des „Sonnenkönigs“ durch das Land ging, spürte sie allerdings nicht; sie „war nicht in der Lage, die Zeichen der Zeit zu entschlüsseln; sie sah nichts als Verfall und Niedergang der Moral, wo in Wirklichkeit eine neue Gesellschaft geboren wurde, quirlig, respektlos, darauf brennend, sich frei zu bewegen und zu leben, neugierig auf die Freuden der Sinne und die Abenteuer des Geistes“. So lehnte sie es etwa strikt ab, Besucher zu empfangen, die nicht korrekt im höfischen Ornat gekleidet waren: „denn die damen können sich nicht resolvieren, leibstücker anzutun und sich zu schnüren … sie werden ihre faulheit mit der zeit teuer bezahlen; denn kompt einmal wieder eine königin, werden sie alle tag wie vor diesem angezogen sein müssen, welches ihnen dann eine qual sein wird“; – „Man weiß nicht mehr, was hof gewesen.“ „Kein hof ist mehr in ganz Frankreich. Das hat die Maintenon am ersten inventiert; denn, wie sie gesehen, daß der könig sie nicht vor königin declarieren wollen, hat sie die junge dauphine (abgehalten), einen hof zu halten, als(o) in ihrer kammer bey sich behalten, wo weder rang noch dignitet ware; ja, die prinzen und die dauphine mußten unter dem vorwand, daß es ein spiel were, diese dame an ihr toilette und an tafel aufwarten.“
Vor allem aber beunruhigten sie die Intrigen und Verschwörungen gegen ihren Sohn. Dessen Außen- und später Premierminister, den Pater Guillaume Dubois (ab 1721 Kardinal) verabscheute sie; dem Ökonomen und obersten Finanzkontrolleur John Law, der eine Geldentwertung und Spekulationsblase (Mississippi-Blase) herbeiführte, misstraute sie: „Ich wollte, daß Laws mit seiner kunst und system auf den Plocksberg weren und nie in Frankreich kommen.“ Als geistliche Berater schätzte sie zwei entschiedene Befürworter der Aufklärung: den unter Ludwig XIV. in Ungnade gefallenen Erzbischof François Fénelon sowie ihren zeitweiligen Beichtvater Abbé de Saint-Pierre. Eine besondere Rolle als Vertrauter und geistlicher Berater spielte auch Etienne de Polier de Bottens, ein Hugenotte, der ihr aus Heidelberg nach Frankreich gefolgt war. Der Herzog von Saint-Simon, Freund des Regenten und Mitglied seines Regentschaftsrats, beschrieb die Epoche der Regentschaft in seinen bekannten Memoiren in allen Einzelheiten. Liselotte, lange eine geschnittene Randfigur am Hofe, war als Mutter des Regenten nun plötzlich eine Anlaufstelle für viele. Sie schätzte diesen Rollenwechsel allerdings keineswegs:

„… Freylich bin ich gern hier (in Saint-Cloud), denn da habe ich ruhe; zu Paris leßt man einem weder ruh, noch rast, und wenn ich es auf gutt pfälzisch sagen soll, so geheyt man mich gar zu übel zu Paris; dieser bringt einem ein Placet, der ander plagt einem, umb vor ihm (für ihn) zu reden; dieser fordert eine audienz, jener will eine antwort haben; summe, es ist nicht auszustehen, wie ich dort geplagt werde, es ist ärger, als nie, bin mit freuden wieder weggefahren, und man ist ganz verwundert, daß ich von diesen hudleyen nicht ganz charmiert bin, und ich gestehe, daß es mir ganz unerträglich ist. …“

„… Was mich am meisten in die spectaclen, operaen und comedien, führt, ist, die visiten zu meyden. Wenn ich unlustig bin, schpreche ich ungern, und in meiner logen bin ich in ruhe. Gefellt mir das spectacle nicht, so schlafe ich; der schlaf ist so sanft bei der musik. …“

Allerdings interessierte sich Liselotte durchaus für Oper und Theater und verfolgte deren Entwicklung über Jahrzehnte, konnte auch lange Textpassagen auswendig rezitieren. Sie war sehr belesen, wovon viele ihrer Briefe zeugen, und verfügte über eine Bibliothek von mehr als 3000 Bänden, worunter nicht nur alle gängigen französischen und deutschen Romane und Theaterstücke ihrer Zeit waren (Voltaire widmete ihr seine Tragödie Oedipe), sondern auch die meisten klassischen griechischen und lateinischen Autoren (in deutscher und französischer Übersetzung), Lutherbibeln, Kartenwerke mit Kupferstichen, Reiseberichte aus aller Welt sowie die Klassiker der Naturgeschichte und der Medizin und sogar mathematische Werke. Sie trug eine umfangreiche Münzsammlung vor allem antiker Goldmünzen zusammen (die 12.000 Exemplare ihres Vaters hatte nicht sie, sondern ihre Mutter in Kassel geerbt), sie besaß 30 Bücher zur Münzkunde und korrespondierte mit Spanheim und anderen Numismatikern. Ferner erwarb sie drei der erst kürzlich erfundenen Mikroskope, mit denen sie Insekten und anderes untersuchte. So verbrachte sie ihre Tage nicht nur bei Hofgeselligkeiten und briefeschreibend, sondern auch lesend und forschend. Ihr Sohn erbte ihre Sammlungen sowie die Kunstsammlung seines Vaters, aber der daran wenig interessierte Enkel Louis d’Orléans sollte sie auflösen und in alle Winde verstreuen.
Im Juni 1722 besuchte sie ein letztes Mal Versailles, wohin der zwölfjährige König Ludwig XV. soeben mit seiner vierjährigen spanischen Braut Maria Anna Viktoria gezogen war; im Sterbezimmer Ludwigs XIV. kamen ihr die Tränen: „So muß ich doch gestehen, daß ich mich nicht gewöhnen kann, überall nichts als kinder zu sehen und nirgend den großen König, den ich so herzlich geliebt habe.“
Liselotte von der Pfalz, Herzogin von Orléans, starb am Morgen des 8. Dezember 1722 um halb vier Uhr auf Schloss Saint-Cloud. Ihr Sohn betrauerte sie tief, nur ein Jahr später sollte er ihr in die Gruft von Saint-Denis nachfolgen. An der Gedenkmesse am 18. März 1723 nahm er nicht teil. In der Trauerpredigt wurde sie wie folgt beschrieben:
„Ich kenne niemanden, der so stolz und großherzig und doch keineswegs hochmütig war; ich kenne niemanden, der so gewinnend und liebenswürdig und doch keineswegs lasch und kraftlos war; eine besondere Mischung aus germanischer Größe und französischer Umgänglichkeit tat sich kund, heischte Bewunderung. Alles an ihr war Würde, aber anmutige Würde. Alles natürlich, ungekünstelt und nicht eingeübt. Sie spürte, was sie war, und sie ließ es die anderen spüren. Aber sie spürte es ohne Überheblichkeit und ließ es die anderen ohne Verachtung spüren.“
Saint-Simon empfand sie als:
„… kräftig, mutig, durch und durch deutsch, offen und geradezu, gut und wohltätig, nobel und groß in ihrem ganzen Gehabe, aber ungeheuer kleinlich, was die ihr gebührende Achtung betraf …“
Bei der Plünderung der Königsgräber von Saint-Denis während der Französischen Revolution wurde Liselottes Grab am 16. Oktober 1793 geöffnet und ihre Überreste in einem Massengrab außerhalb der Kirche beerdigt. Erst im Jahr 1817 wurden die sterblichen Überreste im Beinhaus der Abteikirche wieder beigesetzt.

## Die Briefe
Ihren Nachruhm begründeten Liselottes zahlreiche Briefe. Insgesamt soll sie geschätzte 60.000 Briefe, davon 2/3 auf Deutsch und 1/3 auf Französisch, verfasst haben, von denen etwa 5000 erhalten sind, davon etwa 850 französische. Damit übertrifft sie die zweite große Briefeschreiberin und Zeitzeugin ihrer Epoche, die Marquise de Sévigné mit ihren etwa 1200 erhaltenen Briefen, bei weitem.
Die Briefe behandeln alle Lebensbereiche, sie enthalten plastische Schilderungen des Hoflebens in schonungsloser Offenheit und oft in mokantem, satirischem Ton, ferner zahlreiche Reminiszenzen an ihre Kindheit und Jugend in Deutschland, den neuesten Hofklatsch aus ganz Europa, den sie oft witzig kommentiert, Reflexionen über Literatur und Theater, über Gott und die Welt; stets faszinieren die Briefe durch ihre sprachliche Frische. Tagtäglich suchte Liselotte Gemütserleichterung durch das Schreiben langer Briefe an ihre Verwandten in Deutschland, der stetige Austausch wurde für sie zum Heilmittel für ihre innerliche melancholie und betrübnus, denen sie durch ihre deprimierenden Lebenserfahrungen ausgesetzt war. Die Pflege der deutschen Sprache, auch durch das Lesen von Büchern, bedeutete ihr ein Stück Heimat und Identität in der Fremde.
Ihre deutschen Briefe sind neben mundartlichen Einsprengseln mit zahlreichen französischen Worten und z. T. ganzen Passagen in Französisch gemischt, zum Beispiel wenn sie Unterhaltungen mit Ludwig XIV., mit ihrem Mann Philippe oder anderen Personen wiedergibt. Johannes Kramer bezeichnet ihre Briefe als „das am besten untersuchte Beispiel der Verwendung der Alamode-Sprache in Privatbriefen zwischen Mitgliedern des Hochadels“ Liselotte neigte zu derben Formulierungen, was zwar in Briefen fürstlicher Personen des 16. und 17. Jahrhunderts nicht unüblich war, doch nach Helmuth Kiesels Ansicht sei sie darin außergewöhnlich weit gegangen, wozu eine psychische Disponiertheit, der frivole Umgangston im Palais Royal und vielleicht auch die Luther’schen Polemiken beigetragen hätten, die ihr bekannt waren; jedenfalls unterschied sich ihr Ton stark von der Preziosität der Pariser Salons ihrer Zeit, und auch von der Natürlichkeit des deutschen bürgerlichen Briefstils des 18. Jahrhunderts, wie ihn Christian Fürchtegott Gellert geprägt hat. Sie zog gerne frappierende Vergleiche und flocht öfter Sprichwörter oder passende Sentenzen aus Theaterstücken ein. Ihr häufig zitiertes Lieblingssprichwort (und Lebensmotto) lautet: „Was nicht zu ändern stehet, laß gehen wie es gehet.“
Anders als Madame de Sévigné schrieb sie nicht für die Öffentlichkeit eines kleinen Zirkels, sondern nur an den jeweiligen Briefpartner, in konkreter Beantwortung von dessen letztem Schreiben, was die fast ungezügelte Spontaneität und uneingeschränkte Intimität des Stils erklärt. Sie wollte keinen hohen Stil schreiben, auch nicht romanesque, sondern natürlich, coulant, ohne façon, vor allem ohne zeremoniöse Umschweife: angenehm schreiben ist besser, als korrekt. Die Briefe wirken oft dispositionslos und dem spontanen Einfall unterworfen, wodurch sie den Leser zum Mitlebenden machen (Wilhelm Ludwig Holland).
Die meisten der erhaltenen Schreiben sind an ihre Tante Sophie von Hannover gerichtet, der sie zweimal pro Woche schrieb. Die starke Persönlichkeit dieser Tante bot ihr Halt in allen schwierigen Lebenslagen; auch hatte Liselotte die Atmosphäre des Welfenhofs mit ihrer wissenschaftlich-literarischen Interessiertheit, ihrem religiösen Toleranzdenken sowie der Wahrung von Moralität und Tugendbegriffen bei aller Nachsicht für menschliche Unzulänglichkeiten fürs Leben geprägt. Nach Sophies Tod 1714 klagt sie: „Dieße liebe Churfürstin s(elig) war all mein trost in allen widerwertigkeitten, so mir hir so heüffig zugestoßen sein; wen ich es I.L. s. (Ihrer Liebden selig) geklagt und schreiben wider von sie entpfangen, war ich wider gantz getröst.“ Sophie aber, die von kühlerer und berechnenderer Natur gewesen war als ihre emotionale Nichte, hatte deren Briefe kommentiert: „Madame schreibt zwar ser lange brif, aber es pflegt nicht viel wichtiges tharin zu stehen …“
Zu einem allerdings nur ungenügenden Ersatz für die verehrte und bewunderte Tante wurde anschließend Liselottes Halbschwester Luise. Auch ihrer Halbschwester Amalie Elisabeth (Ameliese; 1663–1709) hatte sie regelmäßig geschrieben. Mit ihrer hannoverschen Erzieherin Anna Katharina von Offen, der Oberhofmeisterin der Kurfürstin Sophie, sowie mit deren Ehemann, dem Oberstallmeister Christian Friedrich von Harling, blieb sie ebenfalls lebenslang in Kontakt.
Ihre allwöchentlichen (französischen) Briefe an ihre Tochter, die Herzogin von Lothringen, verbrannten am 4. Januar 1719 bei einer Feuersbrunst im Schloss Lunéville, dem Landsitz der lothringischen Herzöge. In der Spätzeit wurde auch die Ehefrau des britischen Thronfolgers und späteren Königs Georg II., Caroline von Brandenburg-Ansbach, eine wichtige Korrespondenzpartnerin, obwohl sie sich nie getroffen haben; diese war als Waisenkind bei Kurfürstin Sophies Tochter Sophie Charlotte von Preußen aufgewachsen und 1705 von Sophie mit ihrem Enkel Georg verheiratet worden. Von ihr erfuhr Liselotte alle Einzelheiten über die Familienzwiste am englischen Hof. Auch mit der Schwester Georgs II. und Enkelin der Kurfürstin Sophie, der preußischen Königin Sophie Dorothea, schrieb sie sich regelmäßig. Es sind auch zahlreiche Briefe an andere Verwandte und Bekannte erhalten, darunter an Anton Ulrich von Braunschweig-Wolfenbüttel und seinen Bibliothekar Gottfried Wilhelm Leibniz, der zuvor lange im Dienst von Ernst August und Sophie gestanden hatte.
Ihre freimütigsten Briefe sind solche, die sie nicht per Post versandte, sondern Reisenden nach Deutschland mitgeben konnte. In solchen Briefen nimmt sie kein Blatt vor den Mund und macht ihrem Herzen Luft, als Monsieurs Günstlinge im Palais Royal sie tyrannisieren oder die Maintenon. Sie wusste, dass die Schwarze Kammer ihre Postbriefe öffnete, um kritische Stellen abzuschreiben und zu übersetzen; daher ließ sie manchmal sogar spöttische Bemerkungen einfließen, die direkt an die Regierung gerichtet waren, insbesondere an ihren Lieblingsfeind, den Außenminister Colbert de Torcy.
Ihre stilistischen Grundsätze charakterisiert sie in einem Schreiben an ihre Halbschwester Ameliese: „Continuiert nur, immer natürlich und ohne façon zu schreiben! Denn complimenten kann ich ganz und gar nicht vertragen. Wollte gott, Ihr könntet mir was schreiben, so mich könnte zu lachen machen! … Die alberste leute von der welt können ein compliment behalten und schreiben, aber wohl von alles zu reden und einen coulanten stil haben, das ist rarer, als ihr wohl meint …“ Der modisch gewordene schwülstige Barockstil missfiel ihr: „Ich finde alles in Teutschland so verendert seyder die 50jahr, daß ich in Frankreich bin, daß es mir wie eine andere welt vorkompt. Ich habe brief gesehen, … so ich mühe habe zu verstehen. Zu meiner zeit fand man wohl geschrieben, wenn die phrasen in kurzem begriff und man viel in wenig worten sagte, nun aber find man schön, wenn man viel wörter daher setzt, so nichts bedeuten. Das ist mir unleydlich, aber gottlob alle die, womit ich correspondiere, haben diese widerliche mode nicht angenommen; ich hätte nicht antworten können …“
Um die Art ihres Briefwechsels zu charakterisieren, bedient sie sich selbst des Begriffes „plaudern“: Für die Dauer eines Briefes (der meist aus 15 bis 30 gefalteten Blättern mit Goldschnitt bestand, die sie mit großer, energischer Handschrift beschrieb) weilte sie im Geiste bei denjenigen, die sie mochte, die aber fernab lebten, um sich ungezwungen mit ihnen zu unterhalten. Ihr Biograph Dirk Van der Cruysse meint: „Hätte Madame in unserer Zeit gelebt, hätte sie ihre Tage wohl am Telephon verbracht.“ Doch dank ihrer Briefe ist uns ein einzigartiges Panorama des höfischen Lebens der Barockzeit und ein lebhaftes Bild ihrer Persönlichkeit (und vieler anderer) erhalten geblieben. Ihre Beschreibungen sind oft weniger präzise, aber dafür weitaus farbiger und humorvoller als die des Marquis de Dangeau, dessen Hoftagebuch und Memoiren ihn zum offiziellen Chronisten der Herrschaft Ludwigs XIV. machten. Dennoch schrieb sie ohne literarische Ambitionen und auch nicht für die Nachwelt: „Ich schreibe, wie ich rede; den ich bin zu naturlich, umb anderst zu schreiben, alß ich gedencke.“ Die Briefe, die sie selbst erhielt, verbrannte sie nach Beantwortung, und ging wohl davon aus, dass selbiges mit ihren Briefen geschah; ein knappes Zehntel ist dem allerdings entgangen.

## Rezeption
1788 erschienen erstmals – unter ungeklärten Umständen – einige längere Auszüge aus den Briefen, zunächst in französischer Übersetzung, einige Jahre später dann im deutschen Original, unter dem Titel Anekdoten vom Französischen Hofe vorzüglich aus den Zeiten Ludewigs XIV. und des Duc Regent. In der Zeit der Französischen Revolution glaubte man, mit Liselotte eine Kronzeugin für die Verderbtheit und Frivolität des Ancien Régime gefunden zu haben. Diese chronique scandaleuse wurde in Deutschland umso lieber gelesen, als es den Herausgebern der Briefe gelang, die Verfasserin als eine aufrechte und allein sittlich denkende teutsche Fürstin inmitten des verdorbenen und frivolen französischen Hoflebens darzustellen, zumal sie selbst ihr teutsches Wesen gegenüber den französischen Höflingen stets demonstrativ herausgekehrt hatte. Sie war in ihrer Abneigung gegen die französische Lebensart (und Küche!), in ihrem Schwärmen für alles Deutsche (und besonders Pfälzische) nicht nur persönlichen Vorlieben, sondern auch dem Muster der antifranzösischen Alamodekritik der deutschen Literatur des 17. Jahrhunderts gefolgt. Auch nach 40 Jahren in Frankreich meinte sie, wenn sie „bei uns“ schrieb, immer nur ihre alte Heimat.
1791 erschien eine neue, anonym herausgegebene Auswahl der Briefe unter dem Titel Bekenntnisse der Prinzessin Elisabeth Charlotte von Orleans. Das gute, biedere, deutsche Weib – ohne allen verzärtelten und kriechenden Hofsinn, ohne alle Schiefheit und Zweideutigkeit des Herzens – wurde als Repräsentantin der alt-deutschen, ehrlichen Zeiten früherer Jahrhunderte hingestellt, zu denen es an den deutschen Höfen zurückzukehren galt, wenn eine Revolution in Deutschland verhindert werden sollte. So wurde die Herzogin von Orléans zu einer Figur von erheblicher kulturpatriotischer Bedeutung.
Friedrich Karl Julius Schütz veröffentlichte 1820 eine neue Auswahl, auch er betonte dabei den „kräftige(n) Gegensatz wahrhaft altdeutscher Einfachheit, Treue, Redlichkeit und Tüchtigkeit … zu dem Glanze, der Üppigkeit, Etikette und Galanterie, wie dem unbegrenzten Intrigengeist und der ganzen, systematisch ausgebildeten Frivolität und Scheinheiligkeit dieses Hofes, ein volles halbes Jahrhundert hindurch …“ Im Gegensatz zu dem anonymen Herausgeber der Bekenntnisse von 1791 erschienen Schütz jedoch die deutschen Höfe um 1820 von jener Sittenverderbnis so weit entfernt, dass alle antihöfischen Deklamationen der Liberalen jeglicher Berechtigung entbehrten; diese Ansicht teilten aber nicht alle deutschen Literaten seiner Zeit, wie etwa im Hessischen Landboten Georg Büchners nachzulesen.
„Im weiteren Verlauf des 19. Jahrhunderts verloren die Briefe zwar an unmittelbarer politischer Relevanz, fanden aber wegen ihrer kulturgeschichtlichen Bedeutung und ihrer deutschtümelnden Verwendbarkeit gleichermaßen engagierte Herausgeber und ein breites Publikum.“ Auch Wolfgang Menzel, der 1843 einen Band von Briefen an die Halbschwester Louise herausgab, sah in der Herzogin die einfache deutsche Frau und offenste Seele von der Welt, die „nur zu viele sittliche Verderbnis mit ansehen mußte … begreiflich, daß sie sich darüber zuweilen in den derbsten Worten äußert“. Die Briefe wurden fortan gerne im antifranzösischen Ungeist des sich verstärkenden deutschen Nationalismus benutzt. Liselotte wurde zur Märtyrerin des französischen Hofs stilisiert und zur nationalen Kultfigur erhoben, etwa in Paul Heyses Schauspiel Elisabeth Charlotte von 1864. In diese Kerbe schlugen auch Theodor Schott und Eduard Bodemann. Jedoch erkannte man im Historismus auch den enormen kulturgeschichtlichen Wert der Briefe und es begann die umfangreiche Editionstätigkeit in den Ausgaben von Bodemann und Wilhelm Ludwig Holland.

## Mode (Palatine)
Nach Liselotte von der Pfalz ist die sogenannte Palatine benannt, ein mit Pelz verbrämter kurzer Umhang oder Umlegekragen, mit dem die Damen im Winter Dekolleté und Hals vor der Kälte schützten. Ursprünglich hatte man sie am französischen Hof wegen ihres „alten“ Zobels, den sie bei der Anreise aus Heidelberg getragen hatte, ausgelacht, aber da sie beim König in den 1670er Jahren hoch in Gunst stand, wurde sie von den Damen im ungewöhnlich kalten Winter 1676 nachgeahmt. So entstand ein jahrhundertelang geschätztes Utensil der Damenmode.
Als Liselotte im November 1718 ihren alten Zobel wieder anlegen wollte, um sich eine Aufführung von Voltaires Oedipe anzusehen, der ihr gewidmet war, stellte sie fest, dass er von Kleidermotten zerfressen war. Sie nutzte aber die Gelegenheit, um am nächsten Tag die Motten unter dem Mikroskop zu untersuchen.

## Zweifelhafte Porträts

Zweifelhafte Porträts von Liselotte von der Pfalz
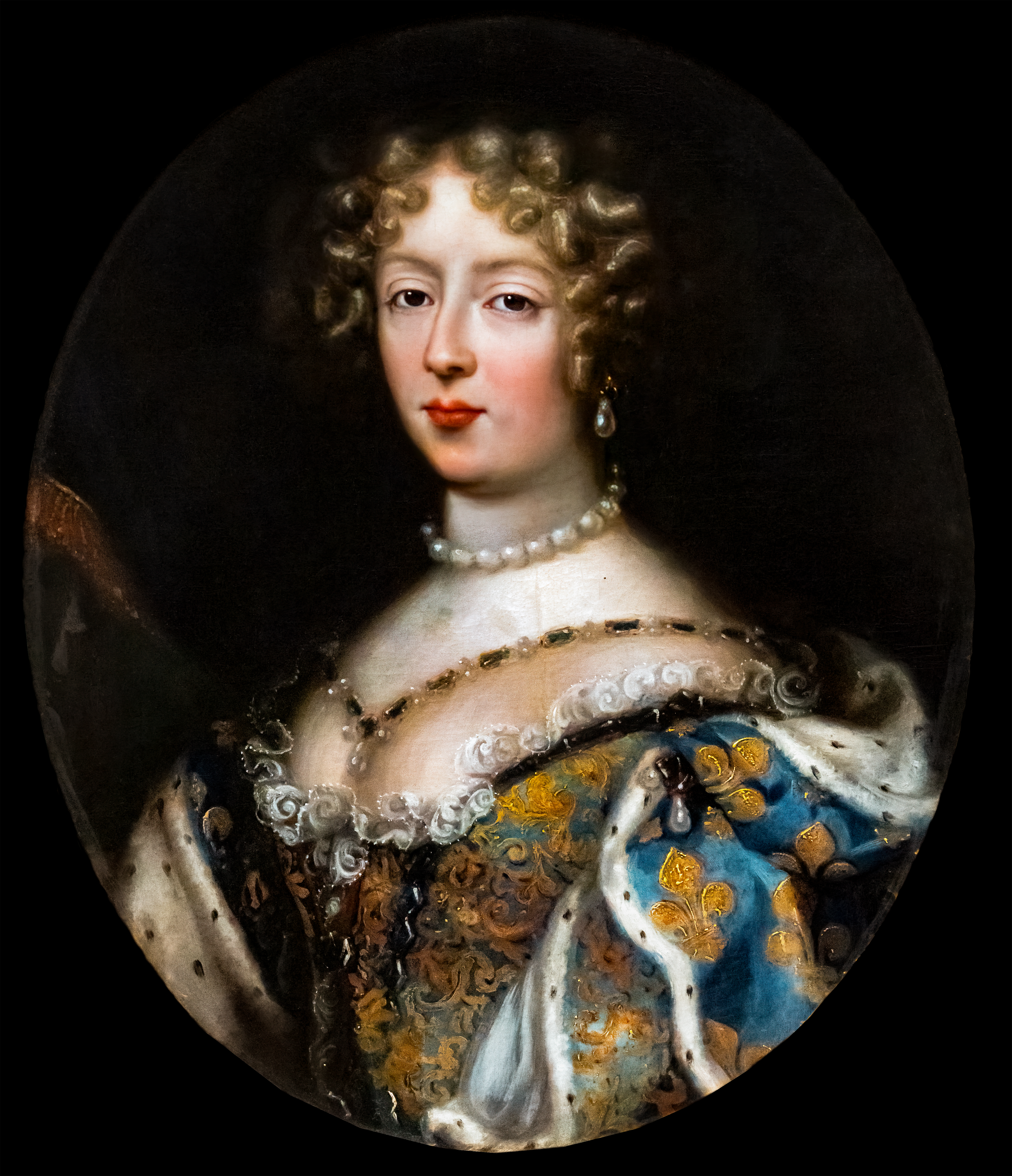
Liselotte von der Pfalz  – Pierre Mignard – Musée des Beaux-Arts de Narbonne
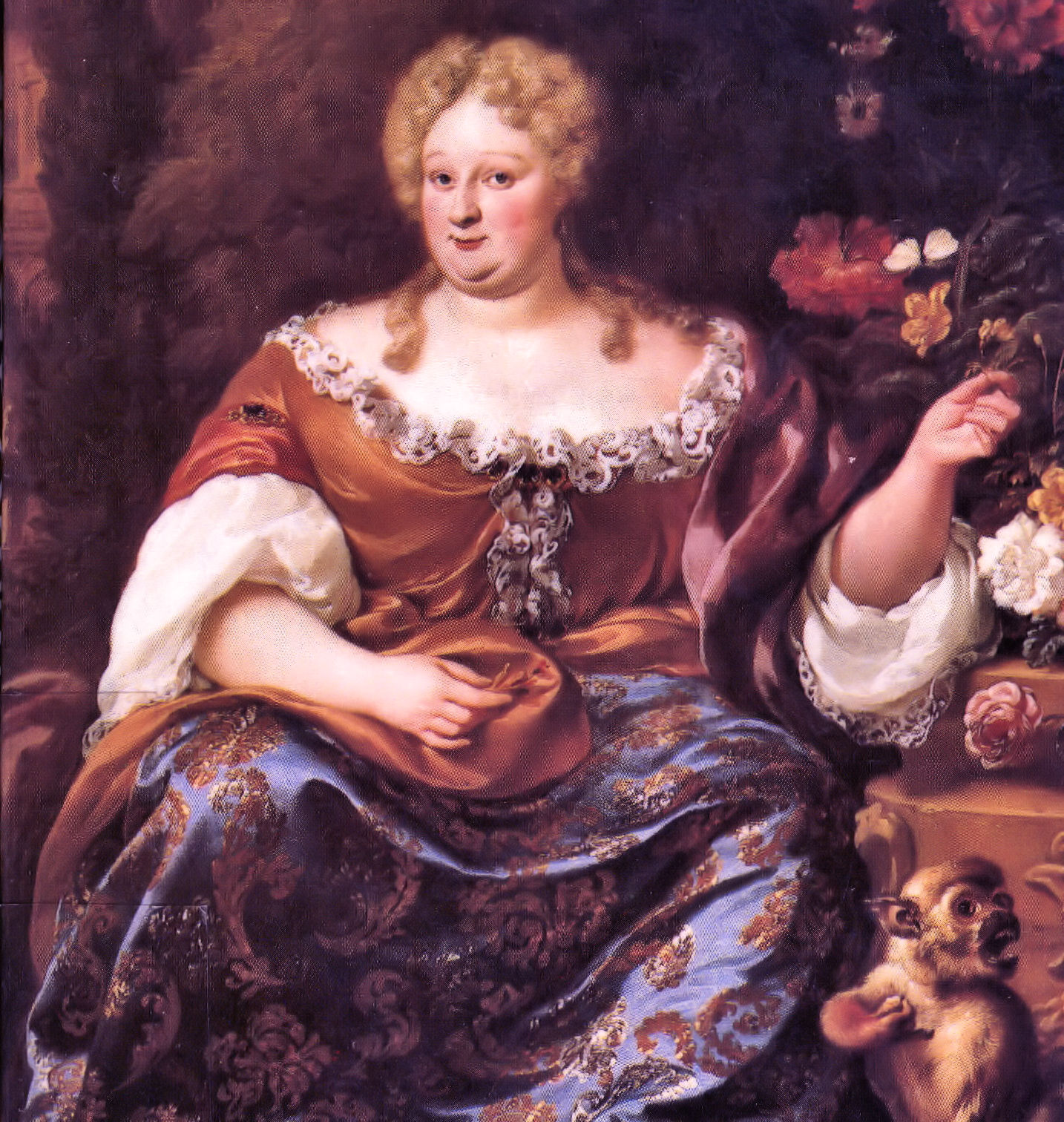
Anonymus: Liselotte von der Pfalz (?), ca. 1700–1722 (?)

## Familie
| Ahnentafel Liselotte von der Pfalz | Ahnentafel Liselotte von der Pfalz                                                     | Ahnentafel Liselotte von der Pfalz                                                       | Ahnentafel Liselotte von der Pfalz                                            | Ahnentafel Liselotte von der Pfalz                                                       | Ahnentafel Liselotte von der Pfalz                                                           | Ahnentafel Liselotte von der Pfalz                                                           | Ahnentafel Liselotte von der Pfalz                                                                     | Ahnentafel Liselotte von der Pfalz                                                                     |
| ---------------------------------- | -------------------------------------------------------------------------------------- | ---------------------------------------------------------------------------------------- | ----------------------------------------------------------------------------- | ---------------------------------------------------------------------------------------- | -------------------------------------------------------------------------------------------- | -------------------------------------------------------------------------------------------- | --- | --- |
| Ururgroßeltern                     | Ludwig VI. von der Pfalz (1539–1583) ⚭ Elisabeth von Hessen (1539–1582)                | Wilhelm I. von Oranien-Nassau (1533–1584) ⚭ Charlotte de Bourbon-Montpensier (1547–1582) | Henry Stuart, Lord Darnley (1545–1567) ⚭ Maria Stuart (1542–1587)             | Friedrich II. von Dänemark und Norwegen (1534–1588) ⚭ Sophie von Mecklenburg (1557–1631) | Wilhelm IV. von Hessen-Kassel (1532–1592) ⚭ Sabina von Württemberg (1549–1581)               | Johann Georg zu Solms-Laubach (1546–1600) ⚭ Margarete von Schönburg-Glauchau (1554–1606)     | Philipp Ludwig I. von Hanau-Münzenberg (1553–1580) ⚭ Magdalene von Waldeck (1558–1599)                 | Wilhelm I. von Oranien-Nassau (1533–1584) ⚭ Charlotte de Bourbon-Montpensier (1547–1582)               |
| Urgroßeltern                       | Friedrich IV. von der Pfalz (1574–1610) ⚭ Luise Juliana von Oranien-Nassau (1576–1644) | Friedrich IV. von der Pfalz (1574–1610) ⚭ Luise Juliana von Oranien-Nassau (1576–1644)   | Jakob I. von England (1566–1625) ⚭ Anna von Dänemark und Norwegen (1574–1619) | Jakob I. von England (1566–1625) ⚭ Anna von Dänemark und Norwegen (1574–1619)            | Moritz von Hessen-Kassel (1572–1632) ⚭ Agnes zu Solms-Laubach (1578–1602)                    | Moritz von Hessen-Kassel (1572–1632) ⚭ Agnes zu Solms-Laubach (1578–1602)                    | Philipp Ludwig II. von Hanau-Münzenberg (1576–1612) ⚭ Katharina Belgica von Oranien-Nassau (1578–1648) | Philipp Ludwig II. von Hanau-Münzenberg (1576–1612) ⚭ Katharina Belgica von Oranien-Nassau (1578–1648) |
| Großeltern                         | Friedrich V. von der Pfalz (1596–1632) ⚭ Elisabeth Stuart (1596–1662)                  | Friedrich V. von der Pfalz (1596–1632) ⚭ Elisabeth Stuart (1596–1662)                    | Friedrich V. von der Pfalz (1596–1632) ⚭ Elisabeth Stuart (1596–1662)         | Friedrich V. von der Pfalz (1596–1632) ⚭ Elisabeth Stuart (1596–1662)                    | Wilhelm V. von Hessen-Kassel (1602–1637) ⚭ Amalie Elisabeth von Hanau-Münzenberg (1602–1651) | Wilhelm V. von Hessen-Kassel (1602–1637) ⚭ Amalie Elisabeth von Hanau-Münzenberg (1602–1651) | Wilhelm V. von Hessen-Kassel (1602–1637) ⚭ Amalie Elisabeth von Hanau-Münzenberg (1602–1651)           | Wilhelm V. von Hessen-Kassel (1602–1637) ⚭ Amalie Elisabeth von Hanau-Münzenberg (1602–1651)           |
| Eltern                             | Karl I. Ludwig (1617–1680) ⚭ Charlotte von Hessen-Kassel (1627–1686)                   | Karl I. Ludwig (1617–1680) ⚭ Charlotte von Hessen-Kassel (1627–1686)                     | Karl I. Ludwig (1617–1680) ⚭ Charlotte von Hessen-Kassel (1627–1686)          | Karl I. Ludwig (1617–1680) ⚭ Charlotte von Hessen-Kassel (1627–1686)                     | Karl I. Ludwig (1617–1680) ⚭ Charlotte von Hessen-Kassel (1627–1686)                         | Karl I. Ludwig (1617–1680) ⚭ Charlotte von Hessen-Kassel (1627–1686)                         | Karl I. Ludwig (1617–1680) ⚭ Charlotte von Hessen-Kassel (1627–1686)                                   | Karl I. Ludwig (1617–1680) ⚭ Charlotte von Hessen-Kassel (1627–1686)                                   |
| Liselotte von der Pfalz            |                                                                                        |                                                                                          |                                                                               |                                                                                          |                                                                                              |                                                                                              | | |

## Ausgaben
- Annedore Haberl (Hrsg.): Liselotte von der Pfalz. Briefe. Hanser, München 1996, ISBN 3-446-18794-4.
- Hannelore Helfer (Hrsg.): Liselotte von der Pfalz in ihren Harling-Briefen. Hahnsche Buchhandlung, Hannover 2007, ISBN 978-3-7752-6126-5.
- Hans F. Helmolt (Hrsg.): Briefe der Herzogin Elisabeth Charlotte von Orleans. Leipzig 1924.
- Heinz Herz (Hrsg.): Briefe der Herzogin Elisabeth Charlotte von Orléans an ihre Geschwister. Leipzig 1972.
- Helmuth Kiesel (Hrsg.): Briefe der Liselotte von der Pfalz. Insel, Frankfurt am Main 1995, ISBN 3-458-32128-4.
- Carl Künzel (Hrsg.): Die Briefe der Liselotte von der Pfalz, Herzogin von Orleans. Langewiesche-Brandt, Ebenhausen bei München 1912.
- Hans Pleschinski (Hrsg.): Liselotte von der Pfalz. Ihre Briefe. Gelesen von Christa Berndt. Kunstmann, München 2004, ISBN 3-88897-371-6.

## Schauspiel und Film
- 1932: Liselott’ von der Pfalz – Singspiel von Richard Keßler, Musik von Eduard Künneke, aufgeführt 2004/2005 in Heidelberg
- 1935: Liselotte von der Pfalz – UFA-Film, Regie und Drehbuch: Carl Froelich, literarische Vorlage: Rudolf Presber (1868–1935)
Darsteller waren Dorothea Wieck (Mme. de Maintenon), Hans Stüwe (Herzog von Orléans), Renate Müller (Liselotte von der Pfalz), Maria Meißner (Marquise de la Vallière), Maria Krahn (Kurfürst Karl Ludwigs Frau), Eugen Klöpfer (Kurfürst Karl Ludwig von der Pfalz), Hilde Hildebrand (Fürstin de Montespan), Michael Bohnen (König Ludwig XIV.), Else Ehser (Maria Theresia)
- 1966: Liselotte von der Pfalz – Regie: Kurt Hoffmann
Darsteller waren Heidelinde Weis (Liselotte von der Pfalz), Harald Leipnitz (Herzog von Orléans), Karin Hübner (Prinzessin Palatine), Hans Caninenberg (König Ludwig XIV.), Erwin Linder (Kurfürst Karl Ludwig von der Pfalz), Gunnar Möller (Herzog von Kurland), Robert Dietl (Lorraine), Joachim Teege (Abbé), Else Quecke (Frau von Bienenfeld), Karla Chadimová (Paulette).